# Первое русское кругосветное плавание
Первое русское кругосветное плавание было предпринято в 1803—1806 годах на кораблях «Надежда» и «Нева» под командованием Ивана Крузенштерна и Юрия Лисянского соответственно. Первоначально экспедиция планировалась как коммерческое предприятие Российско-Американской компании для снабжения Камчатки и владений на Аляске, а также закрепления российского приоритета в отдалённых владениях в Тихом океане. Из-за финансовых трудностей снаряжение было взято на баланс государства и задачи экспедиции были сильно расширены в политическом плане: предстояло обследовать Сахалин и Курильские острова, наладить дипломатические отношения с Японией и открыть рынок Китая для торговли русскими мехами. Китайский этап экспедиции был привязан к посольству графа Головкина. На Гавайских островах суда разделились: «Надежда» направилась на Камчатку и в Японию, «Нева» — на остров Кадьяк, где пробыла 14 месяцев, приняв участие в русско-тлинкитской войне.
Посольство в Японию возглавил граф Н. П. Резанов, однако его полномочия не были должным образом оформлены и распределены, что вызывало постоянные конфликты с Крузенштерном, назначенным на полгода ранее. В политическом отношении экспедиция оказалась неудачной: японские власти не допустили посланника в страну и отказались завязывать дипломатические отношения. В 1805 году Резанов со свитой был высажен на Камчатке и в дальнейшем действовал самостоятельно, в том числе в вопросе присоединения Сахалина и Курил к Российской империи, чем резко ухудшил межгосударственные отношения. Несмотря на то что в Китае не удалось продать меха с достаточной долей прибыли, все коммерческие цели оказались выполненными.
Благодаря профессиональной научной команде (Горнер, Тилезиус, Лангсдорф), плавание стало важной вехой в истории России, в развитии её флота, и внесло значительный вклад в изучение мирового океана, многие отрасли естественных и гуманитарных наук. Молодые офицеры, участники плавания — Макар Ратманов, Фаддей Беллинсгаузен, Отто Коцебу — в дальнейшем сделали военно-морскую карьеру и сами возглавляли кругосветные экспедиции; Григорий Лангсдорф долгое время был дипломатическим представителем России в Бразилии.

## Предыстория
По словам Н. Н. Болховитинова, «можно только удивляться, что кругосветное плавание удалось осуществить только в начале XIX века, хотя все предпосылки для этого имелись уже в XVIII веке». Впервые проект сообщения с Камчаткой морским путём из Кронштадта был предложен Ф. И. Соймоновым в 1722 году, — ещё при жизни Петра I. В связи с организацией второй экспедиции В. Беринга, в 1732 году вице-адмирал Н. Ф. Головин предложил Анне Иоанновне направить на Камчатку два фрегата с годичным запасом провианта через мыс Доброй Надежды. Упадок русского флота в 1730—1760-х годах надолго отсрочил все масштабные планы. В 1780-е годы нарастающая активность Великобритании, Франции и США в северной части Тихого океана поставила под угрозу зону интересов российской экспансии на Дальнем Востоке, в частности, Алеутских островов, на фоне того, что чукчи силой отстояли свою независимость. Средством подкрепления прав на определённые территории была полнота и оригинальность картографической информации. Но оказалось, что значительная часть территории Аляски, представленной на картах Кука, русскими не описана. Чтобы закрепить приоритет державы, в 1785—1794 годах была проведена Северо-Восточная экспедиция под началом Биллингса, причём уже в XIX веке утверждалось, что важнейшую роль в её планировании и успешном проведении сыграл Г. А. Сарычев. Снаряжение экспедиции было сильно ускорено известиями об отплытии Лаперуза.
22 декабря 1786 года указом Екатерины II Адмиралтейскому департаменту предписывалось отправить на Камчатку через мыс Доброй Надежды и Зондский пролив военные корабли Балтийского флота. Командиром эскадры был назначен капитан 1-го ранга Г. И. Муловский, «наставление» которому от имени Адмиралтейства было издано 17 апреля 1787 года. Предстояло описать все Курильские острова и обойти Сахалин, а далее, дойдя до Нутки, присоединить к России «все берега до начального пункта открытия Чирикова». Российский приоритет следовало подтвердить чугунными столбами с государственным гербом и медалями для раздачи туземному населению, которых было отчеканено для экспедиции 1700 штук. В задачи Муловского не входило возвращение вокруг земного шара: корабли должны были остаться на Дальнем Востоке и в Русской Америке. Весной 1787 года императрице был представлен проект Дж. Тревенена о развитии пушной торговли на Тихом океане. Следовало отправить из Кронштадта три корабля через мыс Горн: два останутся на Камчатке, а третий будет доставлять добытые меха для продажи в Китай и Японию. Тревенен был назначен императрицей на русскую службу в звании капитана 2 ранга. Из-за начала русско-турецкой и русско-шведской войн кругосветная экспедиция была отменена, а в морских сражениях погибли и Г. Муловский, и Дж. Тревенен.
Г. И. Шелихов между 1780—1793 годами трижды пытался заинтересовать высшее руководство проектами отправки в Русскую Америку торговых судов с Балтики. К 1795 году ему удалось выйти на Г. Г. Кушелева и самого наследника цесаревича Павла Петровича, но снабжение продолжалось через Сибирь и Охотск. Далее, согласно ряду свидетельств, в 1791—1802 годах купец Торклер из Ревеля совершил на принадлежавших ему иностранных (в частности, французских) кораблях несколько кругосветных и полукругосветных экспедиций, посетив Петропавловск-Камчатский, Нутку, Кантон и Калькутту. Судя по переписке с графом Н. П. Румянцевым, Торклер сыграл большую роль в лоббировании экспедиции Крузенштерна и параллельно в 1805—1807 годах организовал новое плавание в Калькутту и Кантон. Таким образом, архивные свидетельства, «Обзор деятельности Российско-Американской компании» (1819 года) и периодическая печать начала XIX века опровергают установившееся в историографии представление, что до плавания Крузенштерна русские суда никогда не переходили экватор.
И. Ф. Крузенштерн начинал службу под началом Г. И. Муловского и, вероятно, был осведомлён о его планах. В дальнейшем он (вместе с Ю. Лисянским и Я. Берингом — внуком знаменитого мореплавателя) получил огромный практический опыт во время 6-летней командировки в британский торговый флот, совершив в 1793—1799 годах длительные походы в Северную и Южную Америку, Индию и Китай. Во время путешествия в США Крузенштерн даже побывал на приёме у Джорджа Вашингтона. Один из проектов на имя П. А. Соймонова Крузенштерн отправил на французском языке из Калькутты в 1799 году, выдвигая на первый план снабжение Русской Америки и открытие пушной торговли с Китаем. В том же 1799 году иркутский губернатор Л. Т. Нагель представил проект, в котором выдвигал на первый план установление дипломатических и торговых сношений с Японией, однако вступление России в войну с Францией надолго отложило все планы.

## План и снаряжение

### Проект И. Крузенштерна и доклад Российско-Американской компании
Не сумев заинтересовать правительство в 1799—1800 годах, Крузенштерн на три года осел в своём эстляндском поместье и обзавёлся семьёй. Новая возможность продвигать свой план представилась ему в александровское царствование. Проект Крузенштерна был подан в период участия России во второй и третьей антифранцузской коалиции, когда государство остро нуждалось в средствах. Неудивительно, что и в 1802 году основатели Комитета для образования флота — канцлер А. Р. Воронцов и контр-адмирал П. В. Чичагов — считая приоритетным развитие сухопутных войск, резко возражали против отправления экспедиции. Сущность плана осталась прежней. Рукопись Крузенштерна в 26 листов с оборотом на русском языке была датирована 1 января 1802 года и попала к вице-президенту Адмиралтейств-коллегии Н. С. Мордвинову как раз во время разработки проекта морской экспедиции на Камчатку. Крузенштерн поставил на первое место коммерческие интересы России, «из которых страна была исключена „по собственному нерадению“». Поэтому он предлагал всемерную государственную поддержку крупного частного предпринимательства для развития судоходства на Тихом океане, опираясь на порты в Северо-Западной Америке и на Камчатке. Это позволяло уменьшить позиции Англии и США в меховой торговле и усилить позиции России в Китае и Японии. Полученные на Дальнем Востоке товары доставлялись бы при этом в Петербург морем, а не через Кяхту. В перспективе это сулило выход России на рынки Юго-Восточной Азии и Индии и даже создание Российской Ост-Индской Компании. 26 июля (7 августа) 1802 года император Александр I лично утвердил проект, предоставив Крузенштерну самому осуществлять его.
Летом 1802 года министр коммерции Н. П. Румянцев и Н. П. Резанов (зять Г. И. Шелихова) от имени Главного правления Российско-Американской компании подали очень похожий проект, в котором они ссылались и на записки Крузенштерна 1799 года. Проект Румянцева и Резанова был подан как «всеподданнейшее заявление» от 29 июля 1802 года. Главным в проекте было следующее: доставка в Русскую Америку требуемых товаров, освобождение жителей Якутской области от тяжёлых перевозок, усиление русского присутствия на Тихом океане, открытие торга в Китае. Со ссылкой на Крузенштерна предлагалось заселить остров Уруп и начать торговлю с Японией через посредничество айнов. На финансирование экспедиции испрашивалась ссуда в Государственном заёмном банке в 250 000 рублей на 8 лет под 2 % годовых. Предлагалось также награждение А. А. Баранова чином.

### Планы путешествия и вопрос о начальнике экспедиции
Правительство приняло проект Российско-Американской компании (РАК). Хотя Крузенштерн утверждал, что его сразу же назначили «начальником над двумя кораблями», назначение командира оказалось чрезвычайно сложным процессом. Ю. Ф. Лисянский писал Крузенштерну 17 апреля 1802 года, что вице-президент Мордвинов справлялся у него о личных качествах мореплавателя. Однако дирекция РАК назначила начальником английского шкипера Макмейстера, а затем капитан-лейтенанта Лисянского. Только благодаря вмешательству графа Румянцева, 7 августа 1802 года Крузенштерн был официально назначен руководителем Первой русской кругосветной экспедиции. Лисянский 21 августа был принят на службу в РАК. К тому времени снаряжение оказалось под угрозой: к июлю 1802 года РАК оказалась на грани банкротства и была в состоянии снарядить только один корабль. Поэтому дирекция согласилась с тем, что государство полностью берёт на себя снаряжение и содержание одного судна. Пришлось решать вопросы о юрисдикции и о том, под каким флагом экспедиция двинется в путь. Из прошения Крузенштерна от 3 июля 1803 года и доклада Румянцева на Высочайшее имя от 12 октября 1806 года следует, что экспедиция пользовалась военным и коммерческим флагами в зависимости от обстоятельств. Однако шлюп Крузенштерна «Надежда» преимущественно поднимал Андреевский флаг, в то время как «Нева» — обычно национальный коммерческий флаг, поскольку флаг РАК был утверждён только после возвращения экспедиции.
Главные цели экспедиции были политическими: исследование устья Амура и прилегающих областей в целях поиска удобных путей снабжения и портов для русского Тихоокеанского флота. Второй по значению была задача «сделать опыт в торговле на пути в Америку и обратно», то есть отвезти коммерческий груз на Аляску, и на обратном пути установить торговлю с Японией и с Кантоном. Для награждения русских поселенцев и аборигенов было выдано 325 медалей, оставшихся от коронации императора; Лисянский добился чеканки медалей «для старшин Северо-Американских племён» с надписью «Союзные России» только после возвращения из плавания. В докладной записке Александру I от 20 февраля 1803 года впервые была высказана идея о назначении «некоторого к японскому двору посольства», которое должен был возглавить Резанов. В апреле кавалер Резанов писал И. И. Дмитриеву, что постепенно удалось уговорить государя об этом назначении, которое и было утверждено рескриптом 10 июня 1803 года. Отношения между Крузенштерном и Резановым были тогда совершенно корректными, вплоть до того, что капитан распространял среди своих знакомых акции РАК, чтобы поправить финансовые дела экспедиции. В «Инструкции» правления РАК капитан-лейтенанту Крузенштерну от 29 мая 1803 года также недвусмысленно говорилось, что он «главный командир», но на его судне находится посольская миссия со всеми чиновниками. Резанову подчинялись компанейские приказчики, целью назначения которых был Кантон. Перед самым отплытием оба шлюпа были приняты в казну с оплатой запасов провианта, жалованья команде и прочего необходимого на два года. Экипаж и офицеры «Надежды» были служащими Императорского военно-морского флота, тогда как «Невы» — Российско-Американской компании.
Резанов не являлся профессиональным дипломатом. Придворную службу он начал ещё в царствование Екатерины II, будучи правителем канцелярии у Г. Р. Державина. 10 июля 1803 года Резанов получил чин действительного камергера двора и орден Св. Анны 1-й степени. Ранее, 26 июня, он был избран почётным членом Академии наук в связи с отправлением в научную экспедицию. По линии МИДа он имел титул дипломатического агента второго ранга, то есть чрезвычайного посланника и полномочного министра. Судя по ряду косвенных данных, он участвовал в заговоре П. А. Зубова и П. А. Палена, от которых новый император Александр постарался избавиться. Закат карьеры Державина также сыграл свою роль в повороте судьбы Резанова. По мнению О. Фёдоровой, его назначение в Японию и русские колонии в Америке было разновидностью ссылки, причём не слишком почётной; действовал также и принцип «разделяй и властвуй». Посол получил некорректно составленные инструкции, из-за чего конфликт с Крузенштерном и военно-морскими офицерами был неизбежен.
По инструкции РАК И. Ф. Крузенштерну от 10 июля 1803 года и согласно письму министра Н. П. Румянцева кавалеру Н. П. Резанову от 28 мая того же года экспедиция должна была следовать на Камчатку и Аляску вокруг мыса Горн с посещением островов Зелёного Мыса в Африке и порта Вальпараисо в Чили. На обратном пути корабли должны были с торговыми видами посетить Кантон, порты Юго-Восточной Азии и Индии. Ю. Ф. Лисянский на «Неве» должен был исследовать район Берингова пролива с целью разведки Северо-Западного прохода. Буквально в последний момент — 18 июня 1803 года — был подан проект барона Ж. К. Оделебена о направлении экспедиции в Африку, чтобы организовать переселение негров на Дальний Восток России на правах вольных колонистов. Проект был отклонён как «неудобоисполнительный».
Министр иностранных дел канцлер А. Р. Воронцов предписал русским представительствам в Англии, Испании, Нидерландах, Португалии и Франции испрашивать у правительств этих стран всемерное содействие экспедиции. Британский посол в Петербурге дал экспедиции открытый лист для оказания необходимой помощи в английских владениях. Окончательный план экспедиции, согласованный Главным правлением РАК, выглядел следующим образом: два шлюпа через мыс Горн должны были выйти к Гавайским (Сандвичевым) островам, откуда Лисянский на «Неве» следовал в Русскую Америку, тогда как «Надежда» под командой Крузенштерна направлялась в Японию. После зимовки на Камчатке или на Кадьяке, шлюпы должны были воссоединиться и следовать в Кантон для продажи мехов. Трассу возвращения Крузенштерну разрешалось выбирать самостоятельно.

### Бюджет и покупка экспедиционных судов
Неясным является вопрос, почему дирекция РАК решила фрахтовать или покупать экспедиционные суда за границей. Судя по переписке морского ведомства с Коммерц-коллегией 1800—1801 годов, кораблей нужного размера и мореходных качеств в военно-морском флоте было не менее десяти, не считая купеческих судов. Кроме того, из переписки Резанова следует, что корабельный мастер Д. А. Масальский брался построить судно любых размеров специально для кругосветного путешествия. Однако дирекция приняла решение закупать суда за границей, куда был командирован Лисянский.
24 сентября 1802 года Лисянский и корабельный мастер Разумов выехали в Гамбург, где не нашли необходимых судов. Далее они проехали в Англию, где и приобрели два шлюпа: 16-пушечный 450-тонный «Леандр», переименованный в «Надежду», и 14-пушечную 370-тонную «Темзу», перекрещённую в «Неву». Офицеры экспедиции утверждали, что Лисянский вступил в сговор с продавцом кораблей, и купил старые суда, присвоив разницу в стоимости. «Надежда» была построена около 1795 года, побывала во французском плену, фок-мачта её была повреждена картечью, а в корпусе было много сгнивших элементов. «Нева» больше подходила для кругосветного путешествия (ходила даже в Индию), но нуждалась в замене такелажа. Делать этого в Кронштадте не стали, чтобы Лисянского не отстранили от участия в плавании. В результате негодные фок- и грот-мачты (древесина потрескалась, вызывая гниение сердцевины мачтовых стволов и степса) пришлось менять в Бразилии за счёт РАК, хотя ещё в Британии было истрачено 5000 фунтов стерлингов на первоочередные ремонтные работы. Крузенштерн утверждал, что всего за оба судна было заплачено 17 000 фунтов, по данным МИДа сумма составила 25 000. В ценах 2018 года это соответствует порядку 1 491 000 — 2 193 000 фунтов стерлингов. По сведениям, сообщаемым в «Истории Российско-Американской компании», стоимость «Надежды» составляла 82 024, а «Невы» — 89 214 рублей серебром. По расчётам Лисянского, цитируемым в дневнике Левенштерна, общий бюджет экспедиции составил 700 000 рублей ассигнациями, считая 24 000 фунтов стерлингов (270 000 рублей) за оба корабля; кроме того, на содержание свиты посланника Резанова было отпущено ещё 20 000 мексиканских долларов сверх бюджета.
Негодность шлюпов стала очевидна сразу после их прибытия в Кронштадт 5 июня 1803 года. Судя по журналу штурмана «Невы» Д. Калинина и переписке Н. П. Румянцева, Н. П. Резанова, И. Ф. Крузенштерна и директоров РАК между собой, в особенно плачевном состоянии находилась «Надежда». В штормовую погоду её корпус постоянно протекал и грозил затоплением. По прибытии на Камчатку начальство даже обсуждало план оставить судно.

### Личный состав экспедиции
По документам, на борту обоих шлюпов находилось 129 человек, из которых 84 — на борту «Надежды». Помимо офицеров, унтер-офицеров и матросов, в экспедиции участвовала свита посла Резанова с обслуживающим персоналом, сотрудники РАК, а также пятеро японцев, в том числе четверо возвращаемых на родину. Первоначально офицеры получали отпуск с военной службы и заключали контракты с РАК, однако время плавания входило в стаж службы и морской ценз. Пять офицеров и унтеров получили очередные звания во время путешествия. В контракт входило только выполнение задания, связанного с коммерцией, при этом офицеры торговлей не занимались. Крузенштерн писал, что, хотя ему советовали взять иностранных матросов, он предпочёл российских — исключительно добровольцев, — и выхлопотал для них жалованье в 120 рублей в год. Был и полуанекдотический случай: матрос-татарин Абдул Абузаров, уже завербовавшись в команду, за 4 месяца до отправления женился на эстонке, и, по словам Крузенштерна, «впал в глубокую задумчивость». В конце концов было решено оставить его в России.
В описании путешествия, и Крузенштерн, и Лисянский перечислили всех участников своих команд поимённо. Большинство офицеров и пассажиров были молоды: самыми старшими был 42-летний врач Эспенберг и 39-летний Резанов; Крузенштерну исполнилось 33 года. Самыми молодыми были 13- и 15-летние кадеты Мориц и Отто Коцебу, взятые в плавание по просьбе их отца (мачеха Коцебу была двоюродной сестрой Крузенштерна). Первым помощником был взят Макар Ратманов, участник морских сражений Ушакова, с 13-летним боевым опытом. Опытом боевых действий располагал и лейтенант Левенштерн, так же, как и капитан, имевший 6-летний стаж службы в британском флоте. Лейтенант Ромберг служил под началом Крузенштерна на фрегате «Нарва». Мичман Беллинсгаузен проявил себя как превосходный картограф и был повышен в плавании до лейтенанта. В составе свиты посла были и случайные люди, в частности, граф Фёдор Толстой. На «Неве» шли иеромонах Александро-Невской лавры Гедеон (Федотов) и приказчик РАК Николай Коробицын, также причисленные к свите посла. Коробицын должен был следить за Лисянским и выдавать ему деньги на корабельные издержки, включая жалованье офицерам. Это никак не соотносилось с Морским уставом.
Командиры были разными: Крузенштерн считал, что необходимо относиться к команде мягко, за что его критиковал Левенштерн. Лисянский, напротив, ввёл на «Неве» суровую дисциплину и активно применял телесные наказания. Очень неприглядно отзывались о нём и священник Гедеон (за нерадение в вере и даже запреты проводить богослужения) и мичман Берг, вероятно, это привело к его отставке вскоре после возвращения. Вдобавок, в нарушение инструкций Адмиралтейств-коллегии, Лисянский стремился действовать самостоятельно от «Надежды». Лейтенанты Ратманов и Ромберг не были чужды культуре, владели французским языком и переписывались с Карамзиным. При музицировании в кают-компании Ромберг был первой скрипкой судового оркестра, а Ратманов читал книги о путешествиях и по философии даже во время вахт и раздражался, если его отвлекали.
Несмотря на то, что РАК не предусматривала научных целей, Крузенштерн обратился к Академии наук (членом-корреспондентом которой был избран 25 апреля 1803 года) и собрал «учёный факультет». По рекомендации австрийского астронома Ф. Цаха был принят в штат швейцарец Иоганн Горнер; он превосходно играл на флейте и отличался отчаянной смелостью: чтобы доставить известному френологу Галлю череп китайца, украл голову казнённого в Макао. Ботаник и зоолог Вильгельм Тилезиус сделался главным художником экспедиции, по-видимому, он посещал уроки Эзера в Лейпциге, хотя именовал себя дилетантом. Доктор медицины Лангсдорф, узнав о русской экспедиции, лично отправился в Копенгаген и упросил Крузенштерна и Резанова принять его в штат. Он высадился вместе с Резановым на Камчатке и направился в Русскую Америку. Лекарь «Надежды» Карл Эспенберг, окончивший Йенский университет, был семейным врачом Крузенштернов с 1797 года. Врач «Невы» Мориц Лабанд, родом из Силезии, окончил Университет Галле и был, вероятно, еврейского происхождения.
В экспедиции существовала проблема этнокультурных и языковых барьеров. Из офицеров на борту «Надежды» русскими были только Ратманов и Головачёв, а из свиты посла — сам Резанов, граф Толстой, купец Шемелин, врач Бринкин и живописец Курляндцев. Остальные были этническими немцами из разных областей с различными диалектами: Лангсдорф — из Швабии, Тилезиус — из Тюрингии, Горнер — швейцарец, Ромберг — из Великого княжества Финляндского; Крузенштерн, Левенштерн, Эспенберг, Беллинсгаузен, братья Коцебу — остзейские немцы с территории современной Эстонии. Учёные, особенно в начале плавания, не владели русским языком, тогда как не все офицеры и члены свиты — немецким. Судя по дневнику Левенштерна, в кают-компании господствовал немецкий язык, при необходимости переходили на английский или на французский; с экипажем общение шло по-русски. Левенштерн, судя по его дневнику, «порой сам не замечал, словами какого языка пользовался». В частности, он мог записывать немецкие и английские слова кириллицей или русские латиницей. Ботаник Бринкин (его фамилия могла записываться по-немецки: «Бринкен», а купец Шемелин именовал его «Брыкин») окончил Медико-хирургическую академию и владел латынью до такой степени, что пытался сделать её языком общения натуралистов на борту. Однако Лангсдорф и Тилезиус не приняли его в свою компанию. Между собой они также не ладили, поскольку Тилезиус стремился подчинить себе Лангсдорфа.

### Условия обитания
Из-за чрезвычайной перегруженности коммерческими грузами и людьми, экспедиционные суда были лишены значительных запасов пресной воды и провианта. Основу рациона составляли сухари и солонина, качество которых Крузенштерн описывал особо и даже приводил имена поставщика. Для предохранения от цинги были взяты квашеная капуста и клюквенный сок. Мундиры, бельё и постельные принадлежности для разных широт пришлось выписывать из Англии. Бытовые условия были экстремальными: даже у офицеров и членов свиты каюты были так малы, что их можно было использовать только для сна. Вести научные занятия, чертить карты и писать дневники можно было только в кают-компании. На «Надежде» там собиралось 20 человек, на «Неве» — десять. Два высших чина — Крузенштерн и Резанов — ютились в капитанской каюте площадью 6 м²; элементарные бытовые удобства отсутствовали: не было отопления, вентиляции и хорошего освещения; на 84 человека приходилось всего 3 гальюна. Судя по дневнику лейтенанта Левенштерна, приказчику РАК пришлось вместо каюты поселиться в одном из грузовых ящиков. Постоянный дефицит пресной воды делал затруднительным мытьё, вдобавок, приходилось держать животных и птиц для пополнения рациона (включая корову с телёнком). Свиней однажды помыли, прополоскав их в водах Атлантического океана. В этих условиях не имевшие постоянных занятий члены посольской свиты погрязали в конфликтах и азартных играх. Напротив, тяжелее всего приходилось офицерам — выстаивание вахт в любую погоду, обсервации, ведение путевых журналов, надзор и обучение экипажа. Обсервации занимали минимум три часа в сутки, час уходил на заполнение журнала. Лейтенанты стояли три вахты — две дневных по 3 часа каждая, и ночную — по 4 часа. Результатом неизбежно становились нервные срывы: например, во время стоянки на острове Нуку-Хива художник Курляндцев схватился за топор и разнёс всю свою каюту, не пощадив даже икон.

### Научное оснащение
Е. Говор отмечала, что участники русского кругосветного плавания в полной мере ощущали себя наследниками Кука и Лаперуза. Лейтенант Ромберг сравнивал плавание от Фалмута до Тенерифе с маршрутом Лаперуза из Бреста на Мадейру, похожие мысли высказывал Ратманов после прибытия на Санта-Катарину, особо упомянув, что бросили якорь на месте стоянки французов. На Камчатке Ратманов установил новый надгробный памятник Чарльзу Клерку — соратнику Кука, место погребения которого первым обозначил всё тот же Лаперуз. Спутники Лисянского посетили залив Кеалакекуа («Губа Карекекуа»), где был убит Джеймс Кук.
Петербургская Академия наук предоставила для учёных экспедиции некоторые инструкции. Так, В. М. Севергин составил особую инструкцию по изучению минералов и «Теории Земли», опубликованную в 1804 году в «Северном вестнике». Инструкция по ботанике была составлена профессором Т. А. Смеловским, по зоологии — академиком А. Ф. Севостьяновым. В инструкции Севостьянова были обозначены четыре географических области, которые представляют потенциальный интерес с точки зрения естественной истории, в том числе Япония и Камчатка. Отдельно он останавливался на статусе учёного в коммерческом плавании, приводя в пример Тунберга и отца и сына Форстеров. В общей сложности академик Севостьянов предусмотрел 14 основных процедур для наблюдений, включая непременное указание точной даты взятия образцов и классификацию их по системе Линнея, зарисовки внешнего вида и консервацию образцов для последующей передачи их императорскому Кабинету. Впрочем, Лангсдорф проигнорировал последний пункт, а большая часть собранной им коллекции поступила в Берлинский музей естествознания.
Кроме того, 13 июня 1803 года министр коммерции граф Румянцев предложил Крузенштерну отыскать острова к востоку от Японии, якобы, замеченные голландскими и испанскими мореходами. Для определения географических координат были взяты хронометры, сверкой которых постоянно занимались Крузенштерн и астроном Горнер. Они же старались регулярно фиксировать метеорологическую информацию, но, с учётом положения на судне и отсутствия научной методики, не проводили наблюдений в ночные часы и допускали пропуски в наблюдениях в течение суток или более. На показания барометра сильно влияла качка, а в Японии он разбился. Температура на «Надежде» измерялась в градусах Реомюра, а на «Неве» — по шкале Фаренгейта. По оценке Ю. М. Шокальского, во время русской экспедиции впервые были проведены определения вертикального ряда глубинных температур океана до 400 м. Работы производились при помощи «Гельсовой машины» — примитивного батометра в виде медного цилиндра с клапанами, внутри которого подвешивался ртутный термометр. Систематические наблюдения было возможно проводить только во время стоянки в Нагасаки с 11 октября 1804 по 17 апреля 1805 года. Они производились лично Крузенштерном в 8, 16 и 20 часов и содержали данные о температуре, давлении, влажности, прозрачности атмосферы, направлении, силе и продолжительности ветра, грозах, облаках, туманах, выпадении росы
и других метеорологических явлениях.
На шлюпе «Надежда» имелась библиотека, составленная из личных собраний офицеров и учёных; основой было книжное собрание Крузенштерна, которое сохранилось в ЦВМБ. На книгах, побывавших в путешествии, Крузенштерн ставил помету на форзаце: Nadeshda, 1803—1806; таких книг выявлено 48. Помимо изданий атласов и карт (15 разных авторов: Кука, Бугенвиля, Арроусмита, и др.), мореходных таблиц, трудов по астрономии и математике, имелись и описания путешествий, которые служили в качестве лоций. Издание «О странствиях вообще» аббата Прево Крузенштерн считал столь полезным, что передал Коцебу, в результате чего эта книга дважды обошла вокруг света.

## Ход экспедиции
Примечание: все даты в описаниях участников экспедиции приведены по григорианскому календарю.

### От Кронштадта до Бразилии (август — декабрь 1803)

#### Балтика
Экспедиционные шлюпы прибыли в Кронштадт 5 июня 1803 года, после чего Крузенштерн немедленно их осмотрел, и пришёл к выводу, что на «Надежде» надлежит сменить весь такелаж и две мачты: при погрузке судно едва не перевернулось. Это удалось сделать в кратчайшие сроки благодаря капитану порта Мясоедову и его заместителю Бычинскому. Только 6 июля экспедиция была выведена на Кронштадтский рейд, где её со шлюпки обозрел император Александр I. Однако по причине противных ветров и постоянно доставляемых на борт грузов, отправление чрезмерно затянулось. 2 августа корабли посетил министр Румянцев и распорядился убрать во время стоянки в Копенгагене те грузы, которые будут сочтены излишними. Кроме того, были сняты с рейса 5 человек из свиты Резанова. В тот же день сорвался за борт и утонул в Неве баковый матрос Захар Усов. Отправиться в путь удалось только в 10 часов утра 7 августа. Далее направление ветров вновь изменилось, и шлюпы по 10-е число крейсировали у Готланда. Ревель миновали глубокой ночью. Командир, из-за крайнего стеснения людей, ещё в Финском заливе установил очерёдность вахт и нормы выдачи провианта: фунт говядины и фунт сухарей в сутки, а также чарка водки (непьющим шла надбавка в 9 копеек за каждую не выпитую чарку) и фунт масла в неделю. За каждой трапезой полагалось только одно блюдо: обед — щи из кислой капусты с солониной или рыбой (по праздникам — со свежим мясом), ужин — каша с порцией масла.
В половину шестого вечера 17 августа добрались до Копенгагена, где предстояло перегрузить суда — требовалось принять французский коньяк («бурдовскую водку») для Российско-Американской компании — и взять на борт учёных, которые там дожидались. Благодаря показаниям барометра, шлюпы хорошо перенесли шквал 19 августа: заранее спустили реи и стеньги. В порт вошли 20 августа и остановились надолго, ибо после перегрузки обнаружилось, что сухарям и солонине грозит гибель, их нужно сушить, пересаливать и упаковывать в новые бочки. Кислая капуста испортилась почти вся. Это сопровождалось обширной перепиской с Петербургом. Длительная стоянка в столице Дании принесла первые конфликты с Резановым: согласно дневникам Левенштерна и Ратманова, посол с надворным советником Фоссе активно посещал проституток, не снимая регалий и орденских лент. Граф Толстой при этом заработал «болезнь, летам его свойственную». С 21 августа по 4 сентября в Копенгагенской обсерватории была проведена сверка корабельных хронометров. Только в пять пополудни 8 сентября удалось выйти в море, однако шторм с норд-веста продержал шлюпы в Хельсингёре ещё 6 дней. Во время трёхнедельной стоянки команде каждый день закупали свежее мясо и зелень, а также выдавали по две кружки пива, что обошлось в 400 пиастров (мексиканских долларов), по курсу 1 рубль 90 копеек за пиастр.

#### Великобритания и Канарские острова
Во время штормов в Скагерраке шлюпы разлучились, и только к 20 сентябрю погода стала ясной. Рыбалка на Доггер-банке оказалась неудачной, и тогда Крузенштерн опробовал «Гальсову машину» — батометр; однако глубина была всего 24 сажени и разница температуры воды на поверхности и у дна была незначительна. 23 сентября Крузенштерн встретил английский фрегат «Лэверджин», командир которого Бересфорд был давним сослуживцем начальника экспедиции. Бересфорд взялся доставить в Лондон Резанова и астронома Горнера, у которых были в столице дела. Это сберегало время, кроме того, Крузенштерн списал на берег своего племянника Бистрома, состояние здоровья которого резко ухудшилось. В Лондоне Резанов и отправившийся с ним Фридерици посетил графа С. Р. Воронцова, осмотрел достопримечательности, а на «Надежду» отправился через Бат и Бристоль.
27 сентября «Надежда» прибыла в Фалмут, где уже два дня её дожидалась «Нева». Было решено запастись ирландской солониной, из опасения, что доставленная из Гамбурга не выдержит и года пути. Суда сильно протекали, и Крузенштерн нанял сверх собственной команды восьмерых конопатчиков, которые работали в течение шести дней. Пресную воду пришлось доставлять за 4 мили; по расчётам приказчика Коробицына, припасы и вода обошлись Российско-Американской компании в 1170 пиастров. На «Неве» дополнительно пришлось конопатить верхнюю палубу и заменять гнилые доски на баке, на что было Лисянскому отпущено ещё 1159 пиастров. Тем не менее, в нижних палубах и трюмах обоих кораблей было сыро, конденсат скапливался даже в кают-компании. Для борьбы с этим в хорошую погоду открывали люки и проветривали помещения, применяли также жаровни с горящими углями, обработку помещений уксусом и горящим витриолем. Дважды в неделю льяла промывали свежей морской водой, откачивая застойную помпами. Лисянский после выхода в море настаивал, чтобы матросы мылись и обстирывались два раза в неделю, а заступающая вахта в тропических широтах в обязательном порядке окатывалась морской водой.
Далее отправление задерживало только то, что Резанов не приезжал из Лондона. На борт он взошёл 5 октября и в тот же день с приливом экспедиция двинулась на Канарские острова. Переход в зону субтропиков был очень заметен, ибо 8 октября температура воздуха повысилась до 14 °R (17,5 °C). 10 октября ночью наблюдали примечательный болид в созвездии Стрельца. При безветрии 13 октября Горнер и Лангсдорф занялись океанографией и опустили батометр на 95 саженей. 19-го числа добрались до Тенерифе, где встретили французского капера, прошедшего между «Надеждой» и «Невой». На рейд Санта-Крус-де-Тенерифе вошли в 11 утра 20 октября; из-за каменистого дна на «Неве» потеряли верп и два кабельтова каната.
Поскольку приобретение необходимых припасов было затруднительно, экспедиция простояла на Тенерифе до 27 октября. Закупили свежих овощей и фруктов, картофеля и тыкв, а также 4 пипы канарского вина; всё это обошлось в 1200 пиастров. Резанов поселился у купца Армстронга; Горнера с хронометрами и обсервационными инструментами поселили у губернатора острова. Обсерваторию разместили в башне дворца инквизиции. Далее астроном при участии Левенштерна и Беллинсгаузена проводили съёмку гавани Санта-Крус, которую закончили к 22-му числу. Практически все участники экспедиции были поражены нищетой местного населения и «высочайшей степенью разврата» и засильем инквизиции. Пришлось даже запретить визиты местных жителей на борт, из-за постоянных покраж. Перед отплытием произошёл первый открытый конфликт Крузенштерна с Резановым, когда посол прямо объявил себя начальником экспедиции. Ратманов писал в дневнике, что тогда Резанов извинился и признал, что офицеры не потерпят приказов от камергера. Далее посол написал жалобу на имя государя, о которой Ф. И. Толстой сообщил капитану Крузенштерну, и стал поодиночке вести беседы с офицерами о своих полномочиях.

#### Экватор
После прощального визита испанского губернатора, в полдень 27 октября шлюпы двинулись к Островам Зелёного Мыса. После выхода в океан рядовой состав «служителей» был разделён на три вахты по 15 человек в каждой, и этот порядок сохранялся даже при самой скверной погоде. Архипелаг миновали 6 ноября на расстоянии 25—28 миль от острова Св. Антония из опасения попасть в штилевую зону. После вступления в экваториальные воды на шканцах растянули тент, а матросам запретили спать на открытом воздухе. Далее была туманная и жаркая погода, когда по нескольку дней не было солнца при температуре 22—23 °R (27,5—28,7 °C) и невозможно было просушить постели и одежду. В такие дни Крузенштерн приказывал протапливать жилые помещения, команду кормили блюдами из картофеля, тыквы, давали в дополнение к воде полбутылки канарского вина в день и по утрам — слабый пунш с сахаром и лимонным соком. Частые дожди позволили набрать двухнедельный запас воды, выстирать одежду и бельё, а растянутый тент превратили в бассейн, которым могли пользоваться до 20 человек одновременно. Попутно натуралисты экспедиции открыли причину свечения моря: Лангсдорф обнаружил в микроскоп мельчайших беспозвоночных и опроверг химическую теорию. Из-за безделья граф Толстой и надворный советник Фоссе затеяли карточную игру в день 6 ноября, когда Резанов и Крузенштерн отправились на богослужение на «Неву».
Экватор миновали в половине одиннадцатого ночи 26 ноября на 24° 20' з. д. На обоих шлюпах команду поставили на ванты и заставили прокричать троекратное «ура!». На следующий день была устроена торжественная церемония, Крузенштерн, как пересекавший экватор, крестил остальных. На обоих судах устроили парад с артиллерийским салютом, Лисянский распорядился приготовить для команды «Невы» суп с картофелем и тыквой, зажарить уток и испечь пудинги, на трёх человек полагалась бутылка портера. На «Надежде» квартирмейстера Ивана Курганова, «имевшего отменные способности и дар слова», обрядили Нептуном, который поил экипаж водкой, и все «довольно надрязгались». Посол Резанов, судя по дневнику Ратманова, «вышед на шканцы, валялся по оным, задирая руки и ноги под небеса, беспрестанно крича Крузенштерну „ура!“».
Дойдя до 20° ю. ш., Крузенштерн тщетно искал остров Вознесения, о положении которого были очень сбивчивые указания. Лисянский тем охотнее согласился на поиски, что они не требовали уклонения от курса. Определить положение острова не удалось, и мореплаватели посчитали его несуществующим. Согласно другой версии, оба капитана прекрасно знали положение острова, и искали архипелаг Ассенцао (или Мартин-Вас); после них поиски проводил и В. М. Головнин во время кругосветного путешествия на шлюпе «Камчатка».

### Бразилия (декабрь 1803 — февраль 1804)
Крузенштерн, по примеру Лаперуза, избрал для захода в Бразилию порт Дестеро (Носса-Сеньора-ду-Дештерру) на острове Санта-Катарина ввиду его мягкого климата, наличия пресной воды, дешевизны продуктов и меньшей, по сравнению с Рио-де-Жанейро, таможенной пошлиной. 21 декабря шлюпы вошли в пролив, отделяющий остров от материка и ошвартовались у крепости Санта-Крус. Губернаторская резиденция находилась от места якорной стоянки в 9¾ итальянских милях. Резанов, Крузенштерн и Лисянский были приняты доном Курадо чрезвычайно любезно, на шлюпы назначены португальские чиновники и были сделаны все приготовления, включая заготовку дров: для русской команды физическая работа в условиях влажных тропиков была очень затруднительна. Посла Резанова со свитой разместили у губернатора, а Горнеру предоставили остров Атомирис под обсерваторию, на которой он начал наблюдения прямо в день прибытия.
Главной проблемой, которая надолго задержала экспедицию в Бразилии, стала замена фок- и грот-мачты «Невы», а также грота-реев с 26 декабря 1803 по 22 января 1804 года. За это время шлюп был разгружен, вытащен на берег, и капитально проконопачен, причём в бортах и палубе были заменены сгнившие доски, клюзы, и прочее. В лесах острова были найдены подходящие стволы красного дерева, однако весьма сложной была доставка их в гавань и обработка, которая обошлась в 1300 пиастров, в том числе 1000 — за работу португальского «мачтмакера». Удалось уберечь экипаж от начавшихся было желудочных заболеваний, благодаря тому, что вместо воды выдавали чай и слабый грог.
За время пятинедельной стоянки у офицеров и учёных было много возможностей изучать окрестную природу и нравы. Тилезиус и Фридерици остановились в частном доме, и были вынуждены платить по 5 пиастров в день, поскольку гостиница была очень плоха. Больше всего Левенштерна, Крузенштерна, Лисянского и Ратманова возмущало рабовладение. Левенштерн писал, что в загородном доме губернатора, где разместили свиту, вместо сторожевой собаки имелся раб-привратник, «который должен сам искать себе пропитание и при этом ни на минуту не отлучаться. Убить чёрного — за убийство не считается». Ратманов также писал, что бразильские нравы ему «омерзели» и он только трижды спускался в город. Лангсдорф, владея португальским языком, живо интересовался всем: от употребления мате, вреда маниока для зубов, до способов охоты местных индейцев и очистки хлопка. Однако он жаловался, что из-за чрезвычайной жары и влажности заплесневело и сгнило большинство ботанических образцов, а собранных насекомых пожирали муравьи. Побывали офицеры и на карнавале, обратив внимание, что белые «забавляются по обычаю европейских католиков», а негры — по-африкански.
Конфликт Крузенштерна с Резановым принял в Бразилии новый оборот. Поводом стал запрет Резанова от 28 декабря отпускать Толстого на берег, который отменил Крузенштерн. 29 декабря командир созвал офицерское собрание и впервые вынес границы полномочий посла на общее обсуждение. Офицеры заверили его, что не следует обращать внимания на «приказы посла, которые не служат к пользе императора, экспедиции или Американской компании». Резанов пытался отдавать приказы Лисянскому, минуя Крузенштерна, но ему никто не подчинился. 31 декабря офицеры составили рекомендательные письма Толстому, чтобы защитить его от нападок посла, а также описали ситуацию в посланиях государю, товарищу морского министра П. В. Чичагову и министру коммерции Н. П. Румянцеву. Наступило временное затишье. Во время ремонтных работ, 27 января Крузенштерн распорядился отгородить место Резанова в их общей каюте. К этому добавилась ссора Толстого с художником Курляндцевым, которая едва не дошла до дуэли. Курляндцев пожаловался Крузенштерну, который их помирил, но на этом художник не успокоился, и пошёл к Резанову. Далее Курляндцев оскорбил капитана и назвал судно «кабаком», в результате офицеры отказали ему от общества в кают-компании. Конфликт академика живописи и капитана был урегулирован только семь недель спустя.

### Плавание по Тихому океану (февраль — июнь 1804 года)

#### Мыс Горн. «Нева» на острове Пасхи
2 февраля 1804 года все работы по шлюпам были закончены, и на борт прибыл посланник Резанов со свитой. В его честь губернатором Курадо был дан салют из 11 орудийных залпов, на что русские корабли ответили «взаимно». Однако сильные северные ветра задержали отплытие до 4 февраля. По первоначальному плану экспедиции мыс Горн надлежало обогнуть в январе. Поэтому Крузенштерн предусмотрел, что если корабли разлучатся, к 12 апреля, находясь на широте 45° и долготе 85°, следовало идти к острову Нуку-Хива; но если это будет невозможно, тогда следовать в Консепсьон и оттуда на Гавайи. Помимо сильнейших бурь в «ревущих сороковых», главной проблемой была нехватка пресной воды, которой должно было хватить на 4 месяца. Поэтому с 7 февраля Крузенштерн ввёл жёсткое рационирование: две кружки воды в день на человека (считая сюда варку пищи и чая). К широте мыса Горн шлюпы приблизились 25 февраля, но взяли курс южнее, чтобы не подходить близко к прибрежным скалам. 26-го барометр сильно упал, однако ещё два дня ветер позволял ставить марсели и держать высокую скорость; только 27 февраля сильным шквалом разорвало кливер «Надежды», а «Неву» развернуло оверштаг. Поскольку сильно похолодало (три недели в жилых помещениях было не свыше 3 °R, то есть 3,75 °C), на шлюпах выдали зимнюю одежду, Лисянский приказал варить гороховый суп на «сушёном бульоне», а к солёной пище давать больше тыквы и лука. Если позволяла качка, на нижней палубе разводили огонь. По счислению, в Тихом океане экспедиция оказалась 3 марта в восемь часов утра.
25 марта в штормовую погоду шлюпы «Надежда» и «Нева» окончательно потеряли друг друга из вида. Поскольку ближайшей обитаемой сушей был Вальпараисо, находившийся в 1000 морских миль к востоку, Лисянский принял решение идти на остров Пасхи. Буря 28—29 марта была такой силы, что Лисянскому изменили его обыденные скептицизм и агностицизм, и он философствовал в дневнике о Божественной воле и Провидении. С 1 апреля, когда погода стала более предсказуемой, на палубе «Невы» установили кузницу и стали ковать топоры, ножи и гвозди для обмена с туземцами. На борту шлюпа были описания острова, сделанные Куком, Форстером и Лаперузом. К острову вышли в 11 часов утра 16 апреля на расстоянии 35 морских миль. Дав залп «для прочищения пушек», снарядили батарею боевыми зарядами. «Нева» находилась у вулкана Катики и мыса Роггевена. С борта были хорошо видны моаи и возделанные плантации. Однако из-за туманов и сильнейшего прибоя, шлюп крейсировал у берегов острова ещё четыре дня. Поскольку встать на якорь было совершенно невозможно, 21 апреля Лисянский отправил на берег лейтенанта Повалишина с подарками для островитян (ножами, бутылками и проч.), чтобы оставить послание для Крузенштерна, если на остров зайдёт «Надежда». Повалишин взял с собой подштурмана и четырёх матросов, их страховали с борта. Приказчик Коробицын отмечал, что островитяне охотно отдавали бананы, ямс, бататы или сахарный тростник за зеркальца, ножницы, но особенно предпочитали ножи. Была передана и залитая сургучом бутылка с запиской для Крузенштерна. Повалишину удалось получить полную лодку продуктов, а также некоторые этнографические предметы, в частности, узорную циновку. Завершая описание острова, Лисянский исправил координаты Дж. Кука и его же оценки численности пасхальцев. По мнению Г. Баррата, демографические выкладки Лисянского были вполне корректными.

#### Остров Нуку-Хива
Буря, разлучившая «Надежду» и «Неву», свирепствовала до 31 марта, а окончательно погода установилась только к 8 апреля. Первый тёплый день на «Надежде» был отмечен 10-го, этим воспользовались для приведения в порядок артиллерии, а граф Толстой организовал учения. Зашивали также паруса. Доктор Эспенберг провёл медицинский осмотр, который показал, что несмотря на недостаток воды и 10-недельное пребывание в крайне неблагоприятном климате, все унтер-офицеры и матросы здоровы. Поскольку Резанов настаивал на скорейшей доставке грузов Российско-Американской компании, Крузенштерн принял решение идти прямо на Нуку-Хиву, не заходя на о. Пасхи. Кузнеца поставили ковать гвозди, ножи и топоры для торговли с полинезийцами. Погода была неустойчивой: хотя 17 апреля пересекли тропик Козерога, шквалы повторялись ещё пять дней. Лишь после этого можно было воспользоваться пассатом; и днём и ночью выставляли на салинге и бушприте вперёдсмотрящих, которым была обещана награда. 5 мая пережили жесточайший шквал и на рассвете 6 мая увидели острова Фату-Хива (Фетугу), Хива-Оа (Огиваоа) и Уа-Хука (Уагуга). К Нуку-Хиве (Нукагиве) приблизились к пяти пополудни, из-за тумана убрав все паруса.
На Вашингтоновой группе Маркизских островов команда Крузенштерна пробыла 11 дней — с 7 по 18 мая 1804 года. Обосновались на берегу в день Пасхи (24 апреля по юлианскому календарю). Базой была избрана бухта Анна-Мария, которая на местном языке именовалась Таиохаэ. Племя этой бухты возглавлялось отдельным вождём. В контакт с вождём Киатонуи («Тапега» в записках участников экспедиции) команда Крузенштерна вступила благодаря его зятю — англичанину Робертсу, который и стал первым проводником и переводчиком. Его антагонистом был француз Кабри, женатый на дочери вождя более низкого ранга. Самой главной проблемой для экспедиции было набрать побольше пресной воды и свежего провианта. Крузенштерн писал, что нукагивцы охотно предлагали кокосы, бананы и плоды хлебного дерева, причём выгоднее всего было сбывать им куски бочажных пятидюймовых железных обручей, которых для этой цели в изобилии запасли в Кронштадте; островитяне их затачивали и делали лезвия для топоров или тёсла. 11 мая на остров прибыла «Нева»: у Крузенштерна Лисянский застал и вождя Киатонуи. Экспедиции не удалось запасти свежего мяса: свиней у островитян было очень мало, на топоры удалось выменять лишь четыре свиньи и трёх поросят, которые были тут же съедены экипажем. 12 мая произошёл инцидент: вождь Киатонуи задержался на борту «Надежды», после чего его подданные решили, что он захвачен и схватились за оружие. Матросы в это время набирали воду, причём островитяне (включая вождей низкого ранга) ворочали полные бочки и проносили их через полосу прибоя.
Чтобы не создавать инцидентов (учитывая, что на Маркизах процветал каннибализм), Крузенштерн и Лисянский запрещали одиночное посещение берега, матросов и учёных пускали организованными группами под командой офицеров. Ботаник Бринкин вообще ни разу не сошёл на сушу из страха перед «людоедами». Впрочем, большинство членов научной группы воспринимало обычаи островитян как данность. Несмотря на то, что Нуку-Хива посещалась европейцами, на острове не было эпидемии венерических болезней. Крузенштерн рационализировал развлечения экипажа: по описанию Левенштерна, с корабля на берег подавался сигнал «Женщины, сюда!», девиц пускали на борт по порядку, после чего «дееспособные искали себе пару». Утром отъезжавших пересчитывали. Сексуальные обычаи полинезийцев (гостевой брак и полиандрию) описывали все участники путешествия, однако Лангсдорф единственный заметил, что моряков обслуживают только женщины низшего общественного положения. Их внешность разочаровала и Крузенштерна, и Ратманова. Однако, если строевой офицер отметил, что полинезийки «дурны», и не соответствуют описаниям Бугенвиля или Форстера, то капитан писал, что каноны красоты у европейцев и жителей Маркизов совершенно различны. Тилезиус и Лангсдорф встречали аристократок во время экскурсий по берегу, и отметили их высокий рост, стройность, «живость и изысканные манеры», а также использование одежды.
Из прочих обычаев всех заинтересовала татуировка: маркизцы накалывали всю поверхность тела, включая голову, в этом с ними могли соперничать только маори. Экспедиционеров поражало, что татуировщики могли скопировать надпись на любом языке. Не только матросы накалывали разные узоры, но даже сам Крузенштерн сделал на руке имя жены, «которую он совершенно обожает». Ратманов поместил над сердцем французскую надпись, а граф Толстой именно на Маркизах положил начало коллекции татуировок на собственном теле.
На Нуку-Хиве произошла резкая вспышка конфликта между Крузенштерном и Резановым. Когда «Надежда» прибыла в порт Анна-Мария, Крузенштерн, рассчитывая купить больше свиней, запретил выменивать местные редкости (украшения или оружие) на топоры, принадлежавшие Российско-Американской компании. Приказ об этом был зачитан капитаном лично 7 мая. Он воспользовался опытом Ванкувера, который поступил так на Таити. Резанов и купец Шемелин нарушили капитанский запрет, после чего 9 мая пришлось разрешить свободную мену. Итогом стало резкое обесценивание железных обручей, а Шемелин в своих записках, опубликованных в 1818 году, утверждал, что свиней не удалось закупить именно по причине торгового кризиса. Резанов велел Шемелину выменять как можно больше редкостей для Кунсткамеры, но процесс также шёл тяжело: островитяне требовали только топоры и ножи. Например, 13 мая Шемелин купил сигнальную раковину, человеческий череп и предметы вооружения за три топорика и несколько складных ножей. Наконец, 14 мая произошло публичное выяснение отношений между Резановым и Крузенштерном, в котором приняли участие Шемелин и Лисянский. По описанию всех сторон, посол назвал действия капитана «ребяческими», и заявил, что закупка провианта — не его компетенция, тогда как предметы для Кунсткамеры повелел собирать государь. Крузенштерну был сделан выговор, на что он отвечал, что Резанову не подчиняется. Офицеры обоих шлюпов потребовали у Резанова объяснений и публичной демонстрации инструкций, причём посол не смог назвать имя автора инструкции (графа Румянцева), а Лисянский, по свидетельству самого Резанова, открыто заявил, что государь Александр «подписать-то знаем, что он всё подпишет».
В письме Лисянского, отправленном Крузенштерну на следующий день, прямо говорится: «до сего времени я считал себя в команде вашей, теперь же выходит, что имею у себя другого начальника». Ратманов также утверждал, что после заявления Резанова, что «он всё, а Крузенштерн — ничто», посол не смог подтвердить свои полномочия документально. По мнению историка флота Н. Л. Кладо, Резанов имел на руках лишь Высочайший рескрипт, в котором ничего не было сказано о порядке подчинения. В противном случае Крузенштерн не мог столь уверенно себя вести против старшего по возрасту и званию (камергер в Табели о рангах относился к тому же классу, что и контр-адмирал).
На острове Нуку-Хива Крузенштерн открыл и описал превосходную гавань, которую назвал портом Чичагова, она располагалась к юго-западу от Таиохаэ (порта Анны-Марии). 17 мая перед самым отплытием налетел шквал. «Нева» успела выйти из бухты под парусами, тогда как «Надежду» в 4 часа утра прижало к западному берегу, и ей угрожала гибель. Шлюп удалось вывести только на верпах, пожертвовав 18-пудовым верп-анкером и двумя кабельтовыми канатов. На борту случайно оказался француз Кабри (он остался ночевать и не рискнул проплыть в бурную погоду несколько миль до берега). Впоследствии, он утверждал, что Крузенштерн задержал его насильно. После возвращения в Европу через Камчатку, Сибирь и Петербург, судьба его сложилась трагически. Резанов же, чтобы не обострять отношений, до прибытия на Камчатку добровольно не выходил из своей половины капитанской каюты.

#### Совместное плавание до Гавайских островов
Необходимость захода на Гавайские острова объяснялась длительностью пути в северную часть Тихого океана и на Камчатку перед посольством в Японию. На Нуку-Хиве не удалось запасти свежего мяса, и Крузенштерн опасался цинги, хотя никаких внешних её проявлений у экипажа не было. На всякий случай Лисянский занялся охотой на акул, 7-футовый экземпляр был изловлен 20 мая. Акулье мясо тут же приготовили для всей команды «Невы», и новое блюдо не понравилось только самому капитану. После установления хорошей погоды стало возможным вернуться к океанографическим наблюдениям, которыми между 22—24 мая занимался Горнер, опустив термометр на 100 саженей и отметив разницу температур между поверхностью и глубиной в 10 °R. В пятницу 25 мая в три пополудни на 146° западной долготы, экспедиция вновь перешла экватор по направлению на север. 30 мая в море скончался повар графа Резанова Иоганн Нейман (названный у Крузенштерна «Нейланд»). Капитан не хотел брать его из Петербурга, потому что уже там он был болен чахоткой; в дневнике Ратманов писал, что посол Резанов «принудил идти» Неймана. В Бразилии у него открылось кровохарканье, и Крузенштерн предложил повару жалованье за полтора года, поскольку климат Санта-Катарины мог продлить ему жизнь. Однако Нейман решился двинуться дальше; климат мыса Горн окончательно лишил его сил и здоровья. Похоронили его по морскому обычаю, причём иеромонах Гедеон отказался при сём присутствовать, ибо, как сообщал Левенштерн, «покойный даже не лютеранин». Видимо, Нейман был евреем.
8 июня в девять утра показался остров Гавайи (Крузенштерн называл его «Оваги», а Лисянский — «Овиги»), к берегу которого приблизились к двум пополудни. Туземцы в лодках предлагали для обмена безделушки, поэтому на ночь шлюпы отошли от побережья и легли в дрейф. 9 июня аборигены привезли на лодке 2½-пудовую свинью, но сторговаться не удалось — в обмен требовали сукно, которого не было на борту. В итоге свинью увезли обратно. На «Надежде» открылась сильная течь: осадка судна по мере выработки запасов уменьшалась, а сгнившая конопатка на ватерлинии рассыпалась на воздухе. Матросам отныне приходилось откачивать воду два или три раза в сутки. Капитан Крузенштерн пришёл в ужас от того, что все встреченные гавайцы явно носили следы заболеваний (венерических или дерматитов, порождённых неумеренностью в употреблении кавы). Француз Кабри, который хотел высадиться и вернуться назад на Нуку-Хиву, также брезговал «шелудивыми гавайцами» (как это описал Левенштерн) и решил следовать дальше на Камчатку. Дойдя до Кеалакекуа (Карекекуа), Крузенштерн приказал Эспенбергу произвести медицинский осмотр. По его результатам было решено сразу идти в российские владения, поскольку запасы на борту это позволяли. В 8 часов вечера 10 июня «Надежда» вышла в море.
«Нева» осталась на Гавайях до 16 июня. После высадки на берег оказалось, что всеми делами в этой местности заправляет англичанин Юнг, поскольку местный вождь переселился на Оаху. 12 июня открыли торг, купив двух свиней и разных кореньев за два топора и три бутылки рома; офицеры и матросы активно скупали всякие ремесленные изделия аборигенов, которым требовались ткани, даже обыкновенная холстина. Туземцы заявили, что Юнг запретил продавать свиней, однако, несмотря на запрет, гавайский старейшина привёз на шлюп двух больших свиней и двух поросят, две козы и 10 кур, бочку бататов, а также таро, кокосы и сахарный тростник. Женщин Лисянский категорически воспретил пускать на борт. 13 июня старейшина привёз четырёх свиней (одну из которых от имени вождя подарил), офицеры сумели выторговать ещё 12 свиней и столько же кур. На этот раз охотно брали полосовое железо. Вечером Лисянский посетил место убийства Кука, языческий храм и дворец вождя, а также судоверфь, на которой заканчивали строительство двойного каноэ. Вождь наложил на русских табу, поэтому местные жители держались подальше. Торг успешно продолжался 13 и 14-го июня, когда, наконец, на шлюп прибыл англичанин Юнг, которого, как оказалось, не известили о прибытии русских. Лисянский не стал приглашать его к обеду, после чего англичанин стал любезен, подарил двух больших свиней и всячески старался загладить свою невежливость. Он ещё раз провёл офицеров на место убийства Кука, где всё подробно рассказал и показал. 15 июня «Неву» посетили американские промысловики и сообщили о разорении индейцами Ситки. 16-го удалось купить 8 свиней (по 4 у Юнга и гавайского старейшины) за парусину, после чего Лисянский счёл, что запасов хватит до самой Аляски. 17 июня «Нева» снялась с якоря и направилась к острову Мауи (Мове). Посетив остров Отувай (бухта Уаимеа), 20 июня Лисянский проложил курс прямо на Уналашку.

### «Надежда» на Камчатке, Сахалине и в Японии (июль 1804 — октябрь 1805)

#### Петропавловск-Камчатский. Снаряжение посольства в Японию
При переходе до Камчатки Крузенштерн старался, чтобы его маршрут отстоял от трассы третьего путешествия Кука не менее чем на 100—120 миль. 22 июня пересекли Северный тропик и попали в двухдневный штиль, во время которого поверхность океана в буквальном смысле была зеркальной, что капитан до того наблюдал лишь на Балтике. Воспользовавшись идеальными погодными условиями, Горнер и Лангсдорф занялись промерами температур на разных глубинах и ловлей морских животных, в частности медуз Onisius. Попутно — по инструкции графа Румянцева — производили поиски острова-призрака, который располагался к востоку от Японии, и который безуспешно искали от 1610 года. 13 июля показался берег Камчатки, а 14-го шлюп достиг Поворотного мыса. Из-за безветрия в Петропавловск-Камчатский прибыли только в час пополудни 15 июля, совершив переход от острова Гавайи за 35 дней. Симптомы цинги проявились только у одного человека, на поправку которого потребовалось 8 дней.
Н. П. Резанов со свитой сразу же сошёл на берег, и отправил гонца к губернатору генерал-майору П. И. Кошелеву, находившемуся тогда в Нижнекамчатске за 700 вёрст. Обустройством занялся командир порта майор Крупский, который разместил посла в собственном доме. Команду «Надежды» ежедневно снабжали свежевыпеченным хлебом и свежевыловленной рыбой, чтобы побыстрее привести её в форму после пяти с половиной месяцев океанского перехода из Бразилии. Шлюп пришвартовали в 50 саженях от берега, свезли на берег грузы и приступили к ремонтным работам. В письме губернатору, направленном в день прибытия, Резанов прямо писал: «у меня на корабле взбунтовались в пути морские офицеры». При этом никаких активных действий он предпринять не мог, пока спустя 26 дней — 10 августа — губернатор не прибыл в камчатскую столицу. Впрочем, во время выгрузки 30 июня посольского имущества Резанов не выдержал, и набросился на Крузенштерна; по описанию Левенштерна, посол грозился заковать всех офицеров, кроме Головачёва, в колодки и повесить.
Обвинения, выдвинутые Резановым, были столь тяжелы, что губернатор Кошелев был вынужден дать делу ход. При этом версия событий со стороны Резанова существует в разных вариантах, но при этом отсутствуют официальные документы. Кошелев, очевидно, решил что дело плохо, поскольку вызвал из Верхнекамчатска 30 нижних чинов. Единственным свидетельством событий со стороны камчатского губернатора стал рапорт на имя сибирского наместника И. О. Селифонтова, отправленный в день выхода «Надежды» в Японию — 26 августа (7 сентября) 1804 года. Из рапорта следует, что Кошелев отстранился от обсуждения. По дневнику Левенштерна, генерал-майор заявил Резанову, что он свидетель, а не судья. В письме товарищу министра юстиции Н. Н. Новосильцеву, от 12 (24) июня 1805 года, Крузенштерн представил свою версию событий. Капитан принял решение форсировать ситуацию и принудить Резанова занять однозначную позицию, за которую он также нёс бы ответственность. В день разбирательства у Кошелева, Крузенштерн вручил генералу свою шпагу и потребовал своей отправки в Петербург. Ратманов свидетельствовал, что «посол опомнился и стал искать согласия», уговаривая капитана совершить рейс в Японию, после которого покинет шлюп; отчасти это произошло потому, что лейтенант заявил Резанову, что в случае отставки Крузенштерна на судне не останется. Ратманов считал, что фразу о подчинении обоих шлюпов Резанову в инструкцию Румянцева вписал сам посол.
Далее следует главное расхождение: в своих записках Резанов писал, что Крузенштерн принёс ему официальные извинения за нарушение субординации на борту, в то время как Крузенштерн представлял прямо противоположную картину — публичные извинения были принесены Резановым Крузенштерну. Интерпретация свидетельств, по сути, зависит от стороны, которую принимали исследователи. Левенштерн и Ратманов утверждали, что извинился именно Резанов, а офицерское собрание ещё совещалось, принимать его извинения, или нет. В дневнике Левенштерна особо отмечено, что выбора у обеих сторон нет, поскольку посольство в Японию должно состояться, как офицерам, так и Крузенштерну следует «подавлять все личные обиды, все ссоры и следовать воле императора и целям нашей экспедиции». Наконец, 16 августа состоялось формальное перемирие. В письме, отправленном на имя императора в тот же день, радикально поменялась лексика и тон, Резанов подчёркивал заслуги Крузенштерна как судоводителя. Однако вплоть до возвращения на Камчатку отношения оставались крайне натянутыми, хотя до открытых ссор больше не доходило.
Перед выходом в Японию на берег списали Ф. И. Толстого, ботаника Бринкина и художника Курляндцева, которым предстоял путь на Родину по суше. В первую очередь это было связано с тем, что они стали на борту изгоями. Бринкин, по сообщению Левенштерна, покончил с собой после возвращения в Петербург. Курляндцев, заболев в пути, осел в Казани, где преподавал рисование в духовной семинарии. Вопрос о том, действительно ли Толстой побывал в Америке, чему был обязан своим прозвищем, крайне запутан. Высадили и «дикого француза» Кабри. На освободившиеся места Резанов взял «взаймы» почётный караул: капитана батальона Петропавловска Ивана Фёдорова, поручика Дмитрия Кошелева — брата губернатора, и 8 человек унтеров и рядовых. Их предстояло вернуть обратно после завершения посольства. Согласно письму Ф. Ромберга, для почётного караула пришлось срочно сшить на Камчатке мундиры с золотым шитьём, а гвардейские медвежьи шапки были взяты из Петербурга. 30 августа выступили в путь.

#### Неудачное посольство в Японии
Всё время пребывания на Камчатке и первые 10 дней пути в Японию был беспрерывный мелкий дождь и туман, который перешёл 11 сентября в сильный шторм. Усилилась течь корпуса, а также пришлось забить четверых быков, взятых на Камчатке, потому что они могли не перенести качки. Первый ясный день был только 24 сентября, Японию увидели 28-го числа. Приблизиться в тот день не удалось, поскольку разыгрался сильнейший ураган, а навигация, проведённая Крузенштерном и Горнером, показала, что имеющиеся карты, даже Эрроусмита, крайне ненадёжны. 3 октября шлюп достиг побережья Сацумы, власти которой известили губернатора Нагасаки. Далее экспедиция двинулась Ван-Дименовым проливом, который впервые точно описала: имеющиеся европейские карты были перерисованы с японских. Ко входу в залив Нагасаки «Надежда» подошла в половине шестого вечера 8 октября. У Резанова имелся открытый лист Батавской республики и предписание лично представителю Ост-Индской компании в Нагасаки Хендрику Дуфу об оказании содействия.
Для российских властей восточное направление во внешней политике не было приоритетным. В инструкции Резанову был дан приказ «сообразовываться с японскими обычаями и не ставить сего себе в унижение». Грамота императора Александра I была подписана для «императора японского», под которым подразумевался сёгун
. Предыдущему посольству Адама Лаксмана японскими властями было выдано разрешение на приход одного корабля в нагасакскую гавань, причём текст этого документа сохранился только в дневнике Левенштерна. Резанову в этих условиях предписывалось добиться заключения торгового договора и открыть торговлю либо в Нагасаки, либо на Хоккайдо. Чтобы расположить японскую сторону, было решено вернуть на родину японцев, потерпевших в 1794 году кораблекрушение у Андреяновых островов. Резанов вёз 50 ящиков подарков для японских властей, надеясь заинтересовать ими как объектами будущей торговли. Преобладали изделия из стекла и хрусталя: люстры, жирандоли, 15 хрустальных и мраморных столешниц разных цветов, 71 крупное зеркало и 25 зеркал поменьше, 6 фарфоровых сервизов с золотом Императорского завода, вазы из слоновой кости, меховые изделия. Левенштерн потом писал в дневнике, что Резанов и Фоссе намеревались продать непринятые подарки, поскольку это «настоящая дрянь»; лейтенант также отметил, что хотя лисьи меха высоко ценятся в России, в Японии это — нечистое животное. Единственное, что вызвало неподдельный интерес японской стороны, — полученные из Эрмитажа часы в виде слона, который был способен поворачивать хобот и уши (английской работы) и фонари-калейдоскопы работы Кулибина.
Для переговоров с берега прислали переводчиков низшего ранга, которые потребовали соблюдения такого же церемониала, как голландцы. Споры о том, кому и сколько раз кланяться, зафиксированы и Крузенштерном, и Резановым, и купцом Шемелиным, а Левенштерн зарисовал японских чиновников, разъясняющих виды поклонов. Японцы не понимали причин возмущения русских, считая, что они должны подчиняться принятым правилам и уподобиться голландцам. «Надежда» была истрёпана штормами и нуждалась в ремонте. Пришлось согласиться с разоружением шлюпа (сняли даже реи и стеньги) и сдачей всего запаса пороха в японский арсенал; забрали все пушки и несколько якорей. Только после большого торга офицерам оставили шпаги, а почётному караулу — ружья. Резанов проповедовал экипажу самоуничижение перед японскими властями, но сам, отвечая на вопросы японской стороны, держался заносчиво и вызвал много подозрений. В итоге на внутренний рейд Нагасаки шлюп был переведён только 9 ноября — через месяц после прибытия. Из-за крайней несдержанности посла, лишь 17 декабря команда была допущена на берег. Резанову предоставили дом и склады в Мегасаки (на улице Умэгасаки), а шлюп был поставлен на ремонт в Кибати. Дом посла был окружён бамбуковой оградой и более напоминал место заключения. Резанов, после года путешествия в экстремальных условиях, когда его властные полномочия постоянно оспаривались, не имел сил и желания соответствовать японским, да и европейским понятиям о дипломатическом представительстве: постоянно бранил свою свиту, ругался с переводчиками, причём каждый его шаг фиксировался и докладывался вышестоящим властям. Были инциденты и другого рода: в посольство водили женщин, и в журнале Резанова отмечено, что когда он попенял на то, что они чернят зубы, на него обиделись и сказали, что «у русских такие же вкусы, как у голландцев».
Ещё более стеснённым было положение моряков «Надежды». На сушу их пускали лишь на площадку в «сто на сорок шагов», ограниченную забором, и под охраной. На площадке имелось три дерева, земля была засыпана песком, в небольшой беседке можно было укрыться от дождя; более всего это напоминало прогулку заключённых. Тем не менее, Левенштерн утверждал, что японцы не смогли понять, что можно проводить триангуляцию и съёмки с борта корабля, и за краткое время офицеры сделали больше, чем голландцы за 300 лет. Лангсдорф с Тилезиусом в этих условиях занялись исследованиями климата и ихтиологией, убедив рыбаков, снабжавших команду, привозить каждый раз новые биологические виды. Позднее Лангсдорф утверждал, что за три месяца пребывания в свите Резанова в Мегасаки получил 400 экземпляров рыб 150 различных родов, которые зарисовал и описал. Также переводчики снабжали его рисунками местных животных. В дневнике Левенштерна с 6 декабря 1804 по 5 апреля 1805 года достаточно часто упоминались сборы биологических образцов: через снабженцев или переводчиков были получены 8 видов улиток, 24 вида птиц, 16 видов рыб для набивки чучел (получение свежих припасов описывалось отдельно). Общий вес одних только рыб для образцов составил 128 японских катти, что соответствовало 4 пудам 32 фунтам (78 кг). В январе 1805 года Лангсдорф склеил из шёлка и бумаги воздушный шар, который один раз удалось запустить на привязи, несмотря на неудовольствие Резанова. Вторая попытка запуска 6 февраля закончилась тем, что шар был сорван ветром и брошен на крышу одного из городских домов. После этого учёный перешёл на запуски воздушных змеев. Не утешали и другие новости: из возвращённых четверых японцев один — Тацуро — 28 января отрезал себе кухонным ножом язык и попытался перерезать себе горло. Его успели остановить охранники, а японский врач полностью излечил раны, хотя восстановить речь уже было невозможно.
Несмотря на то, что Резанов овладел основами японского языка, он не понимал, что окружавшие его японцы — специалисты-рангакуся, то есть профессиональные голландоведы, опытные, разносторонние специалисты. Ратманов именовал их «разумными бестиями». Самым именитым из японских учёных, прикреплённых к посольству, был Оцуки Гэнтаку, который впоследствии написал книгу об офицерах и исследователях «Надежды», основываясь на беседах с ними, а также японцами, возвращёнными из России на родину. Он весьма высоко оценивал моральные качества и научную квалификацию Лангсдорфа. Пристально наблюдал за посольством и другой известный интеллектуал и художник — Ота Нампо. Он, в частности, скопировал южноамериканские зарисовки, сделанные экспедицией.
Непродуманные действия посла сильно осложняли ход переговоров: например, Резанов попытался симулировать болезнь, шантажируя губернатора гневом русского государя, и даже потребовал японских докторов, хотя в его свите были Тилезиус и Лангсдорф — обладатели докторских степеней по медицине и огромного практического опыта. Визит японских медиков состоялся 10 февраля 1805 года, и привёл лишь к тому, что никаких серьёзных хворей обнаружено не было; на следующий день посол заявил, что хотел этим актом продемонстрировать японской стороне своё доверие. Далее возник следующий казус: Резанову очень нравились японские шкатулки в стиле Айдзу (чёрнолаковые с золотым напылением), и он потребовал, чтобы ему предоставили 500 экземпляров как залог до начала торговли. Когда торговля не состоялась, он их попросту присвоил. Наконец, 4 и 5 апреля 1805 года Резанов получил аудиенцию обоих губернаторов Нагасаки (визит «Надежды» пришёлся на смену власти, и по случаю иностранного посольства полномочия отправляли оба) — Нарусэ Масасада и Хида Ёрицунэ, а также уполномоченного из Эдо Тояма Кинсиро. Посла приняли холодно — несмотря на проливной дождь, в паланкин посадили только самого Резанова, — и объявили полный отказ в заключении торговых отношений. 7 апреля была дана прощальная аудиенция, на которой было высказано пожелание покинуть Японию как можно скорее. Русские дары приняты не были, однако японская сторона не взяла платы за материалы для ремонта корабля — доски, брусья и 500 медных листов — и продовольствие для экипажа и свиты посла. На судно направили по указу сёгуна 340 пудов (5569 кг) риса, 1450 пудов соли (23,7 т) и 25 ящиков шёлковой ваты. Поставили и провиант для возвращения на Камчатку: 150 пудов сухарей (2457 кг), 3 бочонка муки, 15 бочонков сакэ, солёную рыбу, 28 пудов солёной свинины и живой скот. За десять дней при 16-часовом рабочем дне, удалось водворить в трюмы боеприпасы и всё снаряжение. Левенштерн обвинял Резанова в том, что японские подарки — рис, соль и шёлк — он объявил собственностью Российско-Американской компании и планировал продать его на Камчатке или на Кадьяке. В конце концов офицеры свою долю соли пожертвовали матросам, а затем по распоряжению Крузенштерна соль и 75 пудов риса (1228 кг) были безвозмездно отданы нуждающимся жителям Камчатки.

#### Второе посещение Камчатки
Несмотря на крайнее неудовольствие японских властей, возвращать посольство в Петропавловск Крузенштерн решил через Японское море — вдоль плохо известного европейцам западного побережья Хонсю и Хоккайдо. После выхода постоянно держалась штормовая погода, и от мыса Гото «Надежда» пошла на север к острову Цусима, который миновали 19 апреля. Только 1 мая достигли пролива Цугару и двинулись далее, поскольку Крузенштерн хотел найти пролив, который на имеющейся у него карте отделял остров Эссо (Хоккайдо) от Карафуто. Между 7 и 9 мая было установлено, что Карафуто — это Сахалин русских и французских карт. Далее двинулись Лаперузовым проливом, исправив множество ошибок французского мореплавателя, и 14 мая «Надежда» бросила якорь в заливе Анива. С утра 15 мая Лангсдорф и Ратманов отправились описывать побережье, а Резанов и Крузенштерн отправились в поселение налаживать контакты с местными жителями. Это оказались айны, общаясь с которыми, Крузенштерн выдвинул предположение, что их исконные земли подвергаются нашествию японцев и было крайне желательно основать именно в этих краях русскую торговую факторию. Айны угостили мореплавателей рисом и свежей рыбой, из которой приготовили плов. 16 мая экспедиция в восемь часов вечера обогнула мыс Анива, и 17 мая шлюп вошёл в бухту Терпения, описывать которую был назначен лейтенант Головачёв. Утром 20 мая был открыт мыс, которому присвоили имя Муловского, а 22 мая описали мыс Соймонова. 24 мая путь преградили мощные поля многолетнего льда под 48° с. ш. Пройдя между островами Раукоке и Муссир, были открыты ещё четыре островка — «Каменные Ловушки». Пережив сильнейший шторм, 1 июня миновали острова Харамукатан и Шиашкотан, и, наконец, 5 июня вернулись в Петропавловск.
Во время плавания к Камчатке на борту «Надежды» поневоле проходил медицинский эксперимент: один из солдат караула посла заразился в Мегасаки оспой. Он был уроженцем Камчатки, где не проводилось оспопрививания, и Крузенштерн опасался даже не столько эпидемии на борту (хотя там вообще не было возможности устроить карантин), сколько распространения болезни в Петропавловске. Удалось выяснить, что все выехавшие из Петербурга, кроме двух матросов, были привиты от оспы. Эспенберг привил двоим невакцинированным оспу от больного, но они так и не заразились, из чего был сделан вывод, что «оспу они уже имели». Перед прибытием в Петропавловск всё имущество выздоравливавшего солдата (включая бельё и койку) выбросили в море, вещи солдат, оставляемых на Камчатке, обработали серой, а койки и вещи матросов постирали в кипятке с мылом. После прибытия солдат поместили на три недели в карантин, а людям с «Надежды» запретили общаться с местными жителями. Крузенштерн при этом ссылался на последствия эпидемии оспы 1767 года.
Позже стало известно, что Крузенштерн и Резанов получили милостивый рескрипт Александра I от 28 апреля 1805 года, которым капитан был удостоен ордена Св. Анны 2-й степени, а камергер Резанов — золотой табакерки с бриллиантами. Там же было получено письмо Н. П. Румянцева, которым Резанову предлагалось «обозреть американский берег от Кадьяка до Берингова пролива». С уполномоченным Российско-Американской компании отправлялся и Лангсдорф, который хотел осмотреть естественные богатства Русской Америки. Свита посла покинула «Надежду»: Ф. Фоссе был отправлен с отчётом на транспорте «Св. Феодосий Тотемский» в Охотск и далее по суше в Петербург. Майор Фридерици был оставлен на шлюпе (Левенштерн и Ратманов утверждали, что ходили слухи о его интимных отношениях с кадетом Морицем Коцебу). Поскольку летом Крузенштерн планировал исследовать Сахалин, Фридерици и Шемелин были высажены в Петропавловске, но осенью последовали на «Надежде» через Китай в Петербург.

#### Исследование Сахалина. Третье посещение Камчатки
Выход был назначен на 21 июня, однако губернатора ещё не было в городе (он налаживал отношения с чукчами на севере), вдобавок, на камбузе требовал ремонта один из котлов. 25 июня Резанов на судне «Мария» отбыл в Новый Свет. Губернатор Кошелев прибыл в Авачинскую губу только 1 июля. Выход сильно задержался из-за того, что капитану стало известно, о том, что камергер Резанов писал множество писем в Петербург. Опасаясь доносов и стремясь нейтрализовать возможные последствия, следовало заручиться поддержкой губернатора.
Выйдя в море в четыре часа утра 5 июля, Крузенштерн в первую очередь намеревался подобраться к Каменным Ловушкам, географическое положение которых не смог определить из-за пасмурной погоды. Попутно велась съёмка побережий от Шипунского полуострова до мыса Лопатка. Однако по прибытии на место 9 июля, шлюп вновь окутал густой туман. Пройдя 13 июля Проливом Надежды, двинулись к Мысу Терпения, пережив сильный шторм, разорвавший марсели. 19 июля установилась подходящая для исследований погода, благодаря чему были точно определены координаты Мыса Терпения и найден Мыс Беллинсгаузена. С 25 по 29 июля «Надежда» вновь была во власти бури, причём мореплаватели не знали, что именно в этом месте у побережья Сахалина нет ни крупных мелей, ни рифов. Только 9 августа экспедиция добралась до северной оконечности острова, мысы которого были названы именами Марии и Елизаветы. Обнаруженный Северный залив Крузенштерн считал более удобной и безопасной гаванью, чем Тенерифе или Мадейру. Там было обнаружено поселение гиляков («китайских татар»), куда отправили Левенштерна, Тилезиуса и Горнера. Впрочем, они встретили враждебный приём и поспешили ретироваться. 12 августа «Надежда» вошла в канал, отделяющий Сахалин от материка. В 11 часов утра 13 августа был замечен берег Азиатского материка с двумя горными хребтами, причём ширина пролива, как казалось, не превышала 5 миль. Вода явно была опреснена, и Крузенштерн заключил, что недалеко устье реки Амур. Поскольку глубина быстро падала, спустили гребное судно, на котором лейтенант Ромберг провёл промеры дна. Глубины не превышали 7—8 м и быстро уменьшались к азиатскому берегу. Обнаруженный в Татарском проливе мыс назвали именем Хабарова. Из-за сильного встречного течения Крузенштерн решил не рисковать, и объявил, что считает несомненно доказанным, что Сахалин — полуостров. Он, однако, оговаривался, что полезно будет отправить следующую экспедицию, поскольку не было исследовано около 80—100 миль Татарского пролива и в точности не определено устье Амура. Однако это было сделано только в 1849 году Г. Невельским.
Из-за туманов и штормов исследование Сахалина затянулось, между тем как в ноябре надлежало встретиться с «Невой» в Кантоне. Попытка завершить описание Курильских островов и Камчатки сорвалась из-за туманов. 30 августа в три пополудни все благополучно вернулись в Петропавловск:

Во все сие время редко случались дни, в которые бы не мочил нас дождь или не проницала бы платья нашего туманная влага; сверх того, не имели мы никакой свежей провизии, выключая рыбы залива Надежды, и никаких противоцинготных средств; но, невзирая на всё то, не было у нас на корабле ни одного больного.
Новости были неутешительными: заказанные из Охотска материалы и провиант не прибыли, и только 2 сентября подошёл казённый транспорт под командованием мичмана Штейнгеля. Там находилась почта (последние письма были датированы 1 марта), а также указания министра Румянцева, доставленные фельдъегерем из Петербурга за 62 дня. «Надежда» нуждалась в полной смене такелажа. Приняли балласт и 70 кубических саженей дров на всю обратную дорогу. Доставленный из Охотска провиант был плох: взяли только солонины на 3 месяца (она испортилась через 6 недель) и сухарей на 4 месяца, однако уже в Китае они не годились даже на корм скоту. Поскольку работы затягивались, офицеры по инициативе Ратманова решили обновить могилу капитана Клерка. 15 сентября была воздвигнута пирамида из берёзового дерева, раскрашенная под мрамор, и окружённая балюстрадой и рвом. Тилезиус срисовал масляной краской герб, имевшийся в описании путешествия Кука. Также 20 сентября прибыл транспорт с Уналашки, передавший новости от Лисянского и небольшой груз мехов для продажи в Китае (400 шкур каланов и 10 000 — морских котиков). Брат губернатора Дмитрий Кошелев доставил на судно картофель, овощи (в том числе свёклу), ягоды, и четырёх быков, — это были дары от Камчатки. Наконец, в субботу 5 октября «Надежду» на верпах вытянули в залив и в два пополудни шлюп вышел в море.
Перед отправлением стало известно, что в 1805 году были внесены изменения в купеческий флаг, и с Камчатки в Китай «Надежда» вышла под девятиполосным фрагом — утроенным триколором. Эти новшества продержались недолго.

### Пребывание шлюпа «Нева» в Русской Америке (август 1804 — ноябрь 1805)

#### Битва за Ново-Архангельск
Переход шлюпа «Нева» от Кауаи к Кадьяку продолжался 25 дней и проходил спокойно, хотя погода была дождливой и началось похолодание. Лисянский утверждал, что на борту из-за изобилия свежей свинины началась желудочная инфекция, но её быстро излечили хиной. На место прибыли 10 июля. Далее со шлюпа сошёл иеромонах Гедеон, который ещё в Бразилии получил от Н. П. Резанова приказ взять под начало кадьякскую школу и вообще организацию пастырской деятельности. Вернуться в Россию он должен был вместе с посланником, а не на шлюпе «Нева».
«Нева» попала прямо в эпицентр боевых действий: 13 июля Лисянский получил просьбу А. А. Баранова о помощи в освобождении Ситки, взятой тлинкитами. У Баранова был транспорт «Ермак», 120 вооружённых русских охотников и промышленников и 800 туземных союзников на 350 байдарках. Появление 14-пушечного шлюпа существенно усиливало эскадру. Переговоры с главой ситкинцев — тойоном Котлеаном — потерпели неудачу, поскольку Баранов требовал сдать крепость и передать русским надёжных аманатов. 1 октября 1804 года началась бомбардировка индейского укрепления из корабельных орудий, не имевшая успеха, поскольку калибр орудий был небольшой, частокол толстый, а индейцы укрывались во рвах или подземных ходах. Поэтому Лисянский высадил десант под командой лейтенанта П. П. Арбузова с полевой пушкой, а Баранов и лейтенант «Невы» П. А. Повалишин при четырёх орудиях наступали с другой стороны. Несмотря на то, что тлинкиты отстреливались из фальконетов и ружей, русские начали штурм. Попытка лобовой атаки была отбита индейцами: Повалишин получил ранение в грудь, подлекарь Мутовкин получил пулевые ранения в руку и ногу, ранения разной степени тяжести получили 7 матросов, в бою пали рядовые Артемий Павлов и Андрей Иванов; матрос Иван Сергеев умер на следующий день от ран. Тем не менее, позиция индейцев была обречена, и, начав переговоры 3 октября, уже 7-го основные силы бежали через горы. На острове была основана крепость Ново-Архангельск, а русское влияние полностью распространено на Архипелаг Александра.

#### Зимовка на Кадьяке
Поскольку наступала зима, 10 ноября 1804 года «Нева» вернулась на Кадьяк в гавань Св. Павла, где к 16-му числу шлюп был разоснащён, а команду перевели на берег. После наступления холодов Лисянский отметил температуру 5,5 °F (−14,7 °С). Зимовка продолжалась 11 месяцев, но для экипажа имелись вполне приемлемые квартиры и заготовлено достаточно припасов, матросы занимались также зимней охотой и рыбной ловлей. На Святки устроили театральное представление, а на Масленицу — ледяную горку. Морозы продолжались до 9 марта 1805 года, самой низкой измеренной температурой была −17,5 °С (22 января в девять вечера). Подготовка к отправлению началась в двадцатых числах марта, а с 22 марта Лисянский с штурманом Калининым и одним матросом отбыл на трёх байдарах для географических съёмок. К 12 апреля они составили карту Кадьякского архипелага, Чиниатского залива и гаваней Павловской и Трёх святителей.
Главные задачи этого этапа экспедиции решал приказчик Российско-Американской компании Николай Коробицын, который должен был взять на шлюп меха для реализации в Китае. «Нева» доставила из Петербурга товаров на 310 000 рублей и приняла мехов и моржовой кости на 440 тысяч. Помимо загрузки, пришлось изготовить для шлюпа новый бушприт, что задержало отплытие до 13 июня. Только 16-го в два пополудни экспедиция покинула Павловскую гавань. 22 июня прибыли в Ново-Архангельск, в котором за зиму построили из дерева восемь больших зданий, о которых Лисянский писал, что по размерам и украшениям они вполне достойно смотрелись бы и в Европе. Правителя Баранова встретили салютом из 9 выстрелов и пригласили на обед к капитану. Со 2 по 7 июля штурман Калинин был направлен на остров Крузова для описания горы Эджкомб и пролива. Гора настолько заинтересовала Лисянского, что 21—22 июля вместе с Повалишиным они совершили восхождение и исследовали кратер, поросший густым лесом; правда, в описании путешествия капитан сильно преувеличил высоту горы.
Предстояла подготовка к переходу до Китая. Не оправившихся от прошлогодних ранений матросов (10 человек) Лисянский сопроводил с 7 по 15 августа на горячие серные воды, которыми ситкинские жители пользовались для лечения ран и прочего. Для недопущения цинги было заготовлено 60 вёдер дикого щавеля, брусничный сок и мочёная брусника. До самого Кантона на «Неве» пять дней в неделю варили щи из солонины с квашеным щавелем и горчицей, и два дня — гороховый суп на «сушёном бульоне» (суповом концентрате). В среду заваривали чай с брусникой, а в четверг выдавали брусничный сок.

#### Переход в Китай
1 сентября 1805 года, распрощавшись с правителем Барановым, около шести вечера «Нева» вышла в море. Для пополнения убыли в команде Лисянский взял с собой двух кадьякских аборигенов-байдарочников и четырёх русско-индейских метисов для обучения мореплаванию. Уже 2 сентября налетел шквал, сменившийся полным безветрием. Одной из задач, возложенных на Лисянского, был поиск неизвестных земель к востоку от Японии. Вперёдсмотрящие безуспешно рассматривали горизонт, пока в десятом часу вечера 15 октября на 26°43' с. ш. и 173°23' з. д. «Нева» не села на мель посредине коралловой банки. Сбросив за борт запасные реи и стеньги, а потом и пушки, удалось вытянуть шлюп на глубину, однако наутро шквал бросил корабль обратно на мель. Рискуя разбить корабль о кораллы — был повреждён фальшкиль — команда справилась, и смогла выловить из моря все сброшенные детали. Так был открыт необитаемый остров Лисянского. Несмотря на сильную жару, капитан сошёл на берег и зарыл в коралловый песок бутылку с письмом о своём приоритете. Однако повреждения шлюпа были так велики, что Лисянский потом сожалел, что не имел возможности проводить дальнейшие поиски земли.
К 31 октября оказалось, что сухарей хватит только на 30 дней, поэтому рацион был сокращён на четверть фунта на человека. Только 16 ноября увидели оконечность Тиниана, а затем и все Марианские острова. 22 ноября судно едва пережило сильный шквал, которым было положено на борт; был разбит в щепы ял, принайтовленный на корме. При этом грот-стаксель-шкотом были сброшены за борт три матроса, но валом воды их принесло обратно, и они уцепились за ванты. Уровень воды в трюме превысил фут, поэтому пришлось срочно откачивать её помпой, что сверх меры изнуряло людей, которые уже сутки были лишены возможности питаться и передохнуть. 23 ноября при уборке судна обнаружилось зловоние из главного трюма, поэтому 24-го он был вскрыт. В трюм сначала опустили витриолевые шашки и окропили его купоросом, и начали поднимать подмоченные тюки с мехами. Отсыревшее помещение прогревалось жаровнями. Опасаясь миазмов, Лисянский перевёл команду в офицерскую кают-компанию до приведения трюма в порядок. Разборка мехов и оценка ущерба заняла у приказчика Коробицына время с 24 по 28 ноября. Итогом было то, что в море выбросили испорченных мехов на 80 000 рублей, о чём был составлен акт.

### От Кантона до Кронштадта (ноябрь 1805 — август 1806 года)

#### Пребывание в Китае
При выходе из Авачинской губы 9 октября из-за тумана и снега «Надежда» едва не села на мель. Дальнейший путь был очень тяжёл из-за непрестанной зыби, холодов и штормов, и всё-таки Крузенштерн рискнул искать острова, заявленные на старых голландских и испанских картах, такие как Рико-де-ла-Плата, Гваделупа, Малабригос, и другие. Все они были объявлены несуществующими. Погода стала более или менее ясной только после 20 дней плавания. Однако когда шлюп шёл Тайваньским проливом (проливом Баши) 17 ноября была тяжёлая штормовая ночь. Капитан велел беречь паруса, однако старые разрывало при каждом крепком порыве ветра, и пришлось поставить новые. На рейде Макао бросили якорь в темноте, в семь часов вечера 20 ноября. Здесь чуть не возникло недоразумения: «Надежда» шла под новым коммерческим флагом, полученным фельдъегерской почтой на Камчатке — девятиполосным, — и англичане приняли судно за испанское и были готовы захватить его.
Крузенштерн хотел работать с директором фактории британской Ост-Индской компании в Кантоне Дж. Драммондом (Друммондом), с которым был знаком ещё с 1798 года. В соответствие с инструкциями графа Румянцева, капитан мог получить от него обстоятельную информацию о Цинской империи. К тому времени открылся торговый сезон и британский персонал перебрался в Гуанчжоу, а личный дом директора и помещения компании предоставили Крузенштерну и офицерам, желавшим развеяться на берегу. Сразу же оказалось, что пребывание «Надежды» нарушало множество правил пребывания иностранных кораблей в Китае; Крузенштерна также беспокоило отсутствие «Невы». Наконец, Лисянский пришёл 3 декабря, и русские шлюпы передислоцировались к острову Вампу (Хуанпу) в устье реки Чжуцзян (который офицеры и купцы называли «Тигрис»). Крузенштерн, в соответствии с инструкциями, рассчитывал, что посольство Головкина уже будет в Пекине, и все договорённости с цинскими властями будут исполнены. В реальности посольство даже не пересекло китайской границы, и русские шлюпы вызвали переполох среди гуандунского начальства и купечества. Тем не менее, управляющий морской таможней (русские называли его гоппо) Янь Фэн разрешил войти в порт Кантона, очевидно, намереваясь присвоить пошлину. Вероятно, поначалу для Янь Фэна было неочевидно, что прибывающие корабли являются русскими — он доложил о прибытии торговцев из страны Лоушань (𡀔𠱸國, транскрипция слова Russian на кантонском языке), а не Элосы (俄羅斯國, обычное название для России). Губернатору У Сюнгуану потребовалось время, чтобы установить, что Лоушань и Элосы — одна и так же страна, а торговля с Россией должна быть ограничена лишь Кяхтой. Ведя своё разбирательство, У Сюнгуан медлил с разрешением, а без этого купцы не могли заключать сделок. При этом наступал сезон тайфунов, и Крузенштерн с Лисянским рисковали потерять ещё год. В этой ситуации на помощь пришли британцы, особенно фирма «Биль и Моньяк» (в транскрипции Крузенштерна). Офицеры поселились в доме Биля, причём приказчик Российско-американской компании Шемелин возмущался запрошенной суммой комиссионных — 5 %, вместо общепринятых двух. Купцу с огромным трудом удалось уговорить младшего члена сообщества Гунхан Ли Яньюя (русские называли его Луква) «отблагодарить» Янь Фэна. Когда дело сдвинулось с мёртвой точки, Шемелин не пожелал заниматься бартерным обменом, а потребовал наличное серебро (возможно, исполняя требования своей компании).
Сделка, в общем, не принесла ожидавшейся прибыли: по данным Коробицына, удалось сбыть мехов на сумму 191 621½
испанских пиастров, за что было получено чая на 80 000, шёлковых тканей на 20 000, фарфора — на 14 000 и жемчуга на 3000 пиастров. Наличными было получено 74 631½ пиастров, но из них оплатили комиссию англичанам, пошлины, обмерный налог, припасы для служителей, а также расходы двух капитанов, двух приказчиков и их прислуги на берегу. Крузенштерн расположился в австрийской фактории (это обошлось в 800 пиастров), а Лисянский в армянской (600). Шемелин утверждал, что за груз получили только 176 605 пиастров. Конъюнктура была крайне неблагоприятной: лучший мех каланов, лисиц, песцов и медведей было решено везти в Петербург. За самые ценные бобровые шкурки давали не более 20 пиастров (100 рублей), хотя в Москве можно было их сбыть за 200—300. Крузенштерн, вероятно, не слишком вникал в детали сделки, считая её лишь досадной помехой своему главному делу. Общий груз составил: на «Надежде» 832 ящика чая разных сортов и 20 000 кусков шёлковой ткани, на «Неве» 1201 ящик чая и непроданные запасы с Аляски (355 каланов, 2202 лисицы, 1867 песцов, 233 медведя, 76 пудов моржовой кости). Задержки позволили Лисянскому кренговать «Неву», привести в порядок подводную обшивку и киль, что было сделано между 27 и 29 декабря 1805 года. В январе состоялся и конфликт между Крузенштерном и Лисянским. Насколько можно судить, Юрий Фёдорович стремился участвовать в сделке и получить капитанскую комиссию, ссылаясь на свой статус и Морской устав.
Пребывание русских шлюпов в Кантоне едва не спровоцировало политического кризиса. Когда началась погрузка китайских товаров, 22 января 1806 года наместник приказал остановить её, пока не получит из Пекина ответа на донесение об их прибытии. Вокруг шлюпов выставили охрану. Директор Драммонд вошёл в положение и Крузенштерна, и Лисянского, обратился через Ли Яньюя к гоппо, и охрана была снята. Наместнику написали краткое письмо с просьбой выпустить шлюпы из Китая. Несмотря на проволочки, решительность британской и русской стороны возымела действие: гоппо лично посетил «Надежду» и встретился с Лисянским (Крузенштерн был в отлучке) — редчайший случай в отношениях китайских чиновников и иностранных купцов. Кажется, наместник и таможенное начальство стремилось побыстрее избавиться от русских, поэтому выездные документы были оформлены всего через два дня. 9 февраля оба шлюпа покинули Гуанчжоу. Уже после отбытия «Надежды» и «Невы» пришёл приказ императора Цзяцин о задержании судов и аннулирования всех сделок; Янь Фэн и У Сюнгуан были сурово наказаны. В императорском указе говорилось, что морская торговля с Россией повредит пограничной в Кяхте; копию Драммонд постарался переслать российским властям. Драммонд отправил описание событий со своей точки зрения также Н. Н. Новосильцеву.
После отхода от Вампу Крузенштерн отдал следующий приказ: поскольку политическая ситуация между Францией и Россией была неопределённой и ожидалась война, шлюпам до получения известий было предпочтительнее держаться вместе. В случае разлуки во время непогоды точкой рандеву назначался остров Св. Елены, но ожидание на нём не должно было длиться более четырёх дней.

#### Возвращение «Невы»
Совместное плавание «Надежды» и «Невы» длилось до 15 апреля 1806 года. Ранее, при выходе из Зондского пролива 5 марта от желудочного заболевания, «превратившего его в мумию», скончался матрос Степан Коноплёв и был погребён по морскому обычаю. В день 15 апреля, как писали и Лисянский, и Коробицын, «по мрачности» погоды суда разлучились, после чего командир «Невы» двинулся под всеми парусами к мысу Доброй Надежды, желая во что бы то ни стало вернуться первым. Южную оконечность Африки миновали 20 апреля в три пополудни и 24-го вступили в полосу благоприятного юго-восточного пассата. В этот день произошли важные события: Лисянский, произведя ревизию припасов, уверился, что их хватит на три месяца и принял решение не ожидать Крузенштерна у острова Св. Елены и вернуться в Петербург самостоятельно. Чтобы обеспечить благополучное возвращение, Лисянский пожертвовал частью сословных привилегий: офицеры «Невы» питались свежим мясом, а нижние чины — солёным. Поэтому для кают-компании оставили только 20 кур, а для команды установили новый рацион. Поскольку не было свежей зелени, в суп с солониной добавляли чайные листья, по воскресеньям и четвергам полагалась рисовая каша с патокой, по понедельникам и средам — пикули или маринованные овощи, а во вторникам и пятницам рисовую кашу варили на «сушёном бульоне». Норма потребления воды была установлена в 112 вёдер в неделю, при этом имелась английская пивная эссенция, которая обеспечивала «здоровый и приятный напиток».
26 апреля в кают-компании возник крупный конфликт. Старший помощник лейтенант П. В. Повалишин резко протестовал против планов командира, что зафиксировано в журнале штурмана Калинина. Дословно Повалишин сказал: «Что вы нас, переморить хотите?», на что последовал ответ: «Есть ли услышит хоть одно слово дерзкое, то велит свести в каюту». Курс, тем не менее, прокладывали по меридиану Островов Зелёного Мыса, а затем Азорских островов, чтобы иметь возможность собирать дождевую воду и в случае чего получить помощь с берега. 9 июня у острова Корву встретили английское военное судно, сообщившее о начале войны между Францией и Россией. Несмотря на то, что на «Неве» имелось охранное свидетельство французского правительства, были сделаны военные приготовления. Наконец, 26 июня ночью вошли в Ла-Манш, а встреченный лоцманский бот провёл шлюп в Портсмут за 50 гиней. Рекордный переход длился 140 суток, и был беспримерным для своего времени; на борту не было цинготных больных. Стоянка в Портсмуте продлилась две недели (28 июня — 13 июля), в продолжение которых Лисянский побывал в Лондоне. От Даунса до Скагена «Нева» шла с эскадрой лорда Кита; разрешения на это добился российский посол. 21 июля скончался матрос Иван Горбунов, раненный в грудь ещё во время русско-шведской войны 1788—1790 годов. В последний день плавания — 5 августа — при попутном ветре «Нева» продемонстрировала рекордную скорость в 11 узлов.
Лисянский пробыл в пути три года без двух дней (1095 суток). По счислению было пройдено 45 083 морских миль (83 493 км) за 532 ходовых суток. 58,5 % времени и 57,2 % по пройденному расстоянию Лисянский действовал самостоятельно. Вечером 6 августа было устроено общее собрание акционеров Российско-Американской компании, на котором отчитался приказчик Коробицын, а наутро дирекция прибыла на «Неву». 7 августа «Неву» посетили граф Румянцев и граф Строганов. Утром 8 августа шлюп удостоился Высочайшего посещения, государь завтракал на борту, и оценил качество матросской пищи, которая была ему предложена. 10 августа шлюп посетила императрица и четверо великих князей на шлюпке из Петергофа. 5 сентября император Александр I дополнительно осмотрел грузы, привезённые из Китая и уже извлечённые из трюмов. 9 сентября был аукцион китайского чая, на котором весь груз чая с обоих шлюпов — 2095 ящиков — был продан московским купцам по 110 рублей за пуд. 20 сентября приказчик Коробицын получил золотую медаль в память об экспедиции на Андреевской ленте, и окончательно простился с шлюпом и его командой. Капитан-лейтенант Лисянский был произведён в капитаны второго ранга, получил орден Св. Владимира 3-й степени, пожизненную пенсию и премию в 3000 рублей серебром. От Российско-Американской компании он удостоился премии в 10 000 рублей. Команда преподнесла своему капитану золотую шпагу «Благодарность команды корабля „Нева“».

#### Возвращение «Надежды»
Поход Южно-Китайским морем в сезон тайфунов был весьма опасным. 1 марта завидели остров Кракатау, обнаружив близ него наиболее безопасный проход. Выходя из Зондского пролива, шлюп «Надежда» лишь благодаря поднявшемуся ветру справился с течением, которое несло его на рифы. Шлюпы вышли в Индийский океан 3 марта. 11 марта во время шторма на «Неве» была повреждена грот-стеньга, на «Надежде» дал трещину утлегарь. 2 апреля, когда шлюпы проходили меридиан Санкт-Петербурга, лейтенант Головачёв предпринял попытку самоубийства, но по какой-то причине промахнулся. На звук выстрела и запах пороха первым отреагировал доктор Эспенберг. 15 апреля «Надежда» разлучилась с «Невой», причём Крузенштерн понял, что это было сознательным решением Лисянского, взявшего другой курс. Через четыре дня Крузенштерн обогнул мыс Доброй Надежды и 3 мая прибыл на остров Святой Елены, пройдя путь от Макао в 79 дней.
На берег первым сошёл лейтенант Левенштерн, привезя на борт известие о войне России с Францией. Утром 4 мая Ратманов и Крузенштерн собирались на берег, вахтенным был Головачёв, который рапортовал «обыкновенным образом и с весёлым видом». В 10 часов со шлюпа сошёл Тилезиус, который сообщил командиру и первому помощнику, что 29-летний Головачёв покончил с собой. Согласно дневнику Левенштерна, он выстрелил себе в рот и сильно изуродовал лицо. По Ратманову и Левенштерну, ещё на Маркизских островах Головачёв принял сторону Резанова и рассчитывал на карьеру в Российско-Американской компании, однако в результате рассорился с офицерами, которые видели в нём лишь креатуру посла. Вероятно, он думал о самоубийстве ещё в Китае, поскольку многим офицерам сделал подарки со своим вензелем. Перед последним актом он оставил обвинительные письма Крузенштерну, Тилезиусу и Ромбергу, а в пакет с письмом Крузенштерну вложил письмо императору. Содержание посланий своим коллегам Левенштерн переписал по-русски в свой дневник. После возвращения Александр I повелел сжечь письмо Головачёва, не вскрывая, и не проводить расследования. Губернатор острова Роберт Паттон сказал Крузенштерну, что нельзя считать самоубийцей человека в приступе меланхолии. Поэтому Головачёва отпел англиканский священник и его похоронили с воинскими почестями, оставив на надгробии латинскую эпитафию, сочинённую Эспенбергом.
На острове Св. Елены не удалось взять провианта: мучные изделия почти целиком ушли английской эскадре, а прочие продукты были чрезмерно дороги: за барана просили 3 гинеи, мешок картофеля в два с половиной пуда стоил гинею, курица или утка — половина гинеи, 20 яиц — пиастр, и т. д. В результате до самого Копенгагена пришлось довольствоваться своими запасами. Узнав о войне с Францией, Крузенштерн сожалел о самовольстве Лисянского; вдобавок, часть пушек была оставлена на Камчатке, а английский гарнизон не мог предложить замены под русские боеприпасы. Поэтому капитан, имея 12 орудий на борту, принял решение идти кругом Шотландии в Северное море через Оркнейские острова.
В полночь 8 мая шлюп «Надежда» покинул Джеймстаун. Экватор в четвёртый и последний раз пересекли 21 мая, в день св. Николая Чудотворца (9 мая старого стиля) на 22° западной долготы. 17 июля прошли между островами Фэр-Айл и Мейнленд Шетландского архипелага, и 21 июля приблизились к норвежским берегам. На острове Фэр удалось купить свежей рыбы, яиц и баранины. 23 июля, встретившись с английским фрегатом «Квебек», впервые получили сведения о Лисянском, который за неделю до того вышел из Портсмута под конвоем английской эскадры. В Копенгаген прибыли 2 августа в 10 часов утра. Плавание из Китая продолжалось 5 месяцев 24 дня, за вычетом 4-дневной стоянки у Св. Елены, когда лишь малая часть экипажа побывала на берегу. Капитан рапортовал об отсутствии цинготных больных на борту. В Кронштадте бросили якорь 19 августа, пробыв в отсутствии 1109 дней (3 года 12 дней).
21—22 августа возвратившийся шлюп навестили адмирал Чичагов и граф Румянцев. 27 августа Крузенштерн был приглашён в Каменноостровский дворец; во время аудиенции императрица-мать Мария Фёдоровна пожаловала капитану бриллиантовую табакерку в знак Высочайшего благоволения. 30 августа «Надежду» посетил император Александр I и пробыл на борту до трёх пополудни. Все офицеры были пожалованы чинами и пенсиями. Крузенштерн удостоился также ордена Св. Владимира 3 степени и был избран почётным членом Академии наук. Горнера и Тилезиуса пожаловали пенсией в 1000 рублей, каковая выплачивалась по их просьбе в червонцах. Матросы «Надежды» и «Невы» получили отставку с пенсионом в 50 рублей в год.

## Результаты. Память

### Географические открытия
Команды «Надежды» и «Невы» совершили ряд открытий в бассейне Тихого океана, закрыв последние «белые пятна» в его северной части. Ю. Ф. Лисянский вместе со штурманом «Невы» Д. В. Калининым описал в заливе Аляска остров Кадьяк, а также часть архипелага Александра. При этом западнее острова Ситки Калинин обнаружил остров Крузова, считавшийся ранее полуостровом. Крупный остров к северу от Ситки Лисянский назвал именем В. Я. Чичагова. По пути с Кадьяка в Макао были открыты необитаемый остров Лисянского и риф Нева, причисляемые к Гавайскому архипелагу, а к юго-западу от них — риф Крузенштерна.
На пути из Японии к Камчатке И. Ф. Крузенштерн проследовал Восточным проходом в Японское море и заснял западный берег Хоккайдо. Был обнаружен небольшой залив Мордвинова, описаны берега залива Терпения. Данные им названия сохранились на картах нашего времени (например, мысы Сенявина и Соймонова). Пройдя Курильскую гряду проливом, ныне носящим его имя, Крузенштерн открыл четыре острова Ловушки. Далее, пройдя Проливом Надежды, команда Крузенштерна вышла к сахалинскому Мысу Терпения и вела съёмки до мыса Левенштерна; всего — более 900 км. Далее был открыт Северный залив, входной и выходной мысы его получили имена Елизаветы и Марии. У северного входа в Амурский лиман глубины оказались незначительными, и Крузенштерн пришёл к «не оставляющему ни малейшего сомнения выводу», что Сахалин — полуостров. Участники первого кругосветного плавания выполнили разнообразные океанологические наблюдения: они открыли Межпассатные противотечения в Атлантике и Тихом океане; провели измерения температуры воды на глубинах до 400 м и определения её удельного веса, прозрачности и цвета; выяснили причину свечения моря; собрали многочисленные данные о давлении атмосферы, приливах и отливах в ряде районов Мирового океана.

### Издание результатов экспедиции
Интерес к экспедиции Крузенштерна был велик в России и Европе, оставаясь неизменным несколько десятилетий. Привезённая мореплавателями этнографическая коллекция поступила в Музей Адмиралтейского департамента, и после его разделения в 1825 году перешла в Кунсткамеру. Коллекция включала предметы с острова Пасхи, Маркизского и Гавайского архипелагов; предметы легко атрибутируются по иллюстрациям. Труды экспедиции широко тиражировались: за казённый счёт в 1809—1812 годах одновременно на русском и немецком языках вышло трёхтомное «Путешествие вокруг света» Крузенштерна (1310 страниц) с атласом. В атлас было включено 32 пейзажа посещённых экспедицией островов, 44 этнических типа (полинезийцев, японцев, китайцев, айнов, камчадалов, алеутов, нивхов), карты островов и побережий. В 1813 году труд Крузенштерна был оперативно переведён на английский язык, а далее последовали французский, итальянский, голландский, шведский и датский переводы. Описание путешествия Лисянского вышло в 1812 году за его собственный счёт (18 500 рублей) с иллюстрациями и тщательно выполненными картами, и вызвало интерес на Западе: в 1814 году последовало английское издание в Лондоне, в его собственном переводе, сильно отличавшимся от русского текста. Описание Г. Лангсдорфа в 1812—1814 годах публиковалось на немецком и английском языках, но на русский язык не переводилось. Сохранились и рукописные дневники и записки участников путешествия: записки приказчика Н. И. Коробицына были целиком опубликованы лишь в 1944 году, ещё спустя полвека были опубликованы заметки иеромонаха Гедеона, которые представляют важные сведения по этнографии Аляски. В 1816—1818 и 1822—1825 годах были напечатаны официальные отчёты посла Резанова и приказчика Ф. И. Шемелина, в которых весьма обстоятельно описан ход переговоров в Японии. В 1820 году С. Прайор выпустил в Лондоне описание всех совершённых к тому времени кругосветных путешествий, в котором Крузенштерн ставился в один ряд с Магелланом.
Вплоть до 1950 года описание путешествия Крузенштерна не переиздавалось на русском языке. Второе издание было сокращённым: из третьей — научной — части оставили только нотные записи камчадальской и маркизской музыки (выполненные Тилезиусом) и письмо министра коммерции графа Н. П. Румянцева. К 200-летию завершения первого русского кругосветного плавания в 2007 году было выпущено третье издание, текст которого повторял вариант 1950 года. Второе издание описания Лисянского вышло в 1947 году в Географгизе; оно было сокращённым — убирались детальные астрономические и навигационные характеристики, перечни цен на продукты и товары и проч. В 1977 году это издание было повторено во Владивостоке Дальневосточным книжным издательством. Издание Географгиза легло в основу третьего издания 2007 года, выпущенного в годовщину путешествия Крузенштерна. Богато иллюстрированные тома путешествий Крузенштерна и Лисянского издавались и в серии «Великие путешествия» издательства «Эксмо».
Несмотря на изобилие печатных материалов, к концу XX века в архивах сохранялись неопубликованные дневники, журналы и зарисовки: журнал штурмана «Невы» Д. Калинина, записки В. Тилезиуса, рукопись приказчика Шемелина. В 2003 году на русском и на английском языках вышел прежде не публиковавшийся дневник лейтенанта Левенштерна; русский перевод был выполнен Т. К. Шафрановской. В 2005 году под редакцией О. М. Фёдоровой и А. В. Крузенштерна был опубликован альбом «Вокруг света с Крузенштерном», в основу которого был положен «Атлас» с рисунками Тилезиуса, дополненный ботаническими иллюстрациями Лангсдорфа, и не публиковавшимися рисунками из архивов Тилезиуса и Левенштерна. Помимо обстоятельного предисловия и приложений, текст включал полную хронику путешествия, представляющую собой систематизированную выборку из дневников участников плавания. В 2015 году тот же авторский коллектив опубликовал все сохранившиеся дневники М. Ратманова с обстоятельными комментариями. Также впервые были воспроизведены акварели астронома Горнера и натуралиста Лангсдорфа.

### Память
Как отмечала Е. Говор, в советской и современной российской историографической традиции русские экспедиции понимались и интерпретировались в русле имперской истории. Достижения, в том числе Крузенштерна и Лисянского, изучались с позиции вклада в области географических исследований, естественной истории и этнографии. В советское время это дополнялось антиколониальной пропагандой, в русле которой иногда замалчивались действия командиров и команд, а также иностранных учёных. Тем не менее, начиная с 1980-х годов первая русская кругосветная экспедиция стала предметом новой исторической рефлексии. В первую очередь, это касалось её отражения в четырёхтомной монографии Глена Баррата, опубликованной в 1988—1992 годах. В России этими предметами занимались Н. Н. Болховитинов (в рамках более широкой темы изучения Русской Америки), О. М. Фёдорова и Т. К. Шафрановская. По словам Е. Говор (Австралия), опубликованные и прокомментированные первоисточники создают надёжную базу для дальнейших исследований. В 2010 году была опубликована комплексная монография Е. Говор «Двенадцать дней на Нуку-Хиве», которая была высоко оценена специалистами. Отношениям Крузенштерна и Резанова посвятил ряд публикаций почётный полярник Л. М. Свердлов. После обнаружения им в Архиве внешней политики ряда документов, связанных с конфликтом капитана и камергера, он опубликовал в 2006 и 2016 годах две монографии.
Плавание Крузенштерна и Лисянского стало и предметом художественного осмысления в детской литературе. В 1930 году Николай Чуковский опубликовал повесть «Иван Крузенштерн и Юрий Лисянский — первые русские капитаны, которые обошли вокруг света», которая в 1941 году вошла в состав книги «Водители фрегатов». События и характеры героев первой русской кругосветки являются структурообразующими для приключенческого романа Владислава Крапивина «Острова и капитаны» (1984—1987). Фраза из мультфильма «Зима в Простоквашино» «Иван Фёдорович Крузенштерн — человек и пароход» стала крылатой. При этом первоначально фраза высмеивала необразованность почтальона Печкина, который не знает, что в одноимённом стихотворении Владимира Маяковского речь идёт о совершенно другом человеке.
В 1993 году Банк России выпустил серию памятных монет, посвящённых первому русскому кругосветному путешествию. Россией, Эстонией, Украиной и островом Св. Елены выпускались почтовые марки, посвящённые И. Крузенштерну и первому русскому кругосветному плаванию.
В декабре 2013 года на экраны телеканала «Россия-1» вышел 4-серийный документальный цикл «„Нева“ и „Надежда“. Первое русское плавание кругом света», автор проекта Михаил Кожухов.